# Juegos Olímpicos de Río de Janeiro 2016
Los Juegos Olímpicos de Río de Janeiro 2016, oficialmente conocidos como los Juegos de la XXXI Olimpiada, o más comúnmente como Río 2016, fue un evento multideportivo internacional, celebrado en la ciudad de Río de Janeiro, Brasil, entre el 5 y el 21 de agosto de 2016, aunque la fase de grupos del torneo de fútbol comenzó el 3 de agosto en la rama femenina y el 4 de agosto en la rama masculina. También se realizaron en dicha ciudad los XV Juegos Paralímpicos, entre el 7 y el 18 de septiembre del mismo año.
En esta edición de los Juegos Olímpicos participaron 11 551 atletas de 207 comités olímpicos nacionales —Kosovo y Sudán del Sur participaron por primera vez—, que compitieron en 306 eventos de 28 deportes, incluyendo el rugby 7 y el golf, agregados al programa olímpico en 2009. Las competiciones se llevaron a cabo en 33 recintos deportivos de cuatro barrios de Río de Janeiro —Maracaná, Barra da Tijuca, Deodoro y Copacabana— y en cinco estadios ubicados en las ciudades de São Paulo, Belo Horizonte, Salvador de Bahía, Brasilia y Manaos.
Siete ciudades presentaron oficialmente ante el Comité Olímpico Internacional su aspiración de albergar este evento deportivo, pero tras una primera etapa de evaluación, la lista fue reducida a cuatro ciudades: Chicago, Río de Janeiro, Madrid y Tokio. De estas, la ciudad brasileña fue elegida en la cxxi Sesión del COI, el 2 de octubre de 2009, celebrada en Copenhague.
La elección de Río marcó la primera vez en que Brasil ha sido designado como sede de los Juegos Olímpicos. Además, es la primera vez que se realiza un evento olímpico en un país lusófono, la primera vez que se realiza en un país sudamericano, la segunda en un país de Latinoamérica —la primera edición fue México 1968—, la tercera vez que ocurren en el hemisferio sur —previamente fueron Melbourne 1956 y Sídney 2000— y la séptima en un país del continente americano —previamente fueron San Luis 1904, Los Ángeles 1932, México 1968, Montreal 1976, Los Ángeles 1984 y Atlanta 1996—. A todo lo anterior, se incluye el dato de ser el cuarto país que organiza de forma consecutiva la Copa Mundial de Fútbol y los Juegos Olímpicos (México en 1968 y 1970; Alemania en 1972 y 1974; y Estados Unidos en 1994 y 1996).
La organización del evento estuvo envuelta en diversas controversias, como la inestabilidad política del país, la presencia del virus del Zika y los significativos niveles de contaminación en la bahía de Guanabara. Además, un escándalo de dopaje impidió la participación de 118 atletas rusos en los Juegos.

## Elección

### Antecedentes

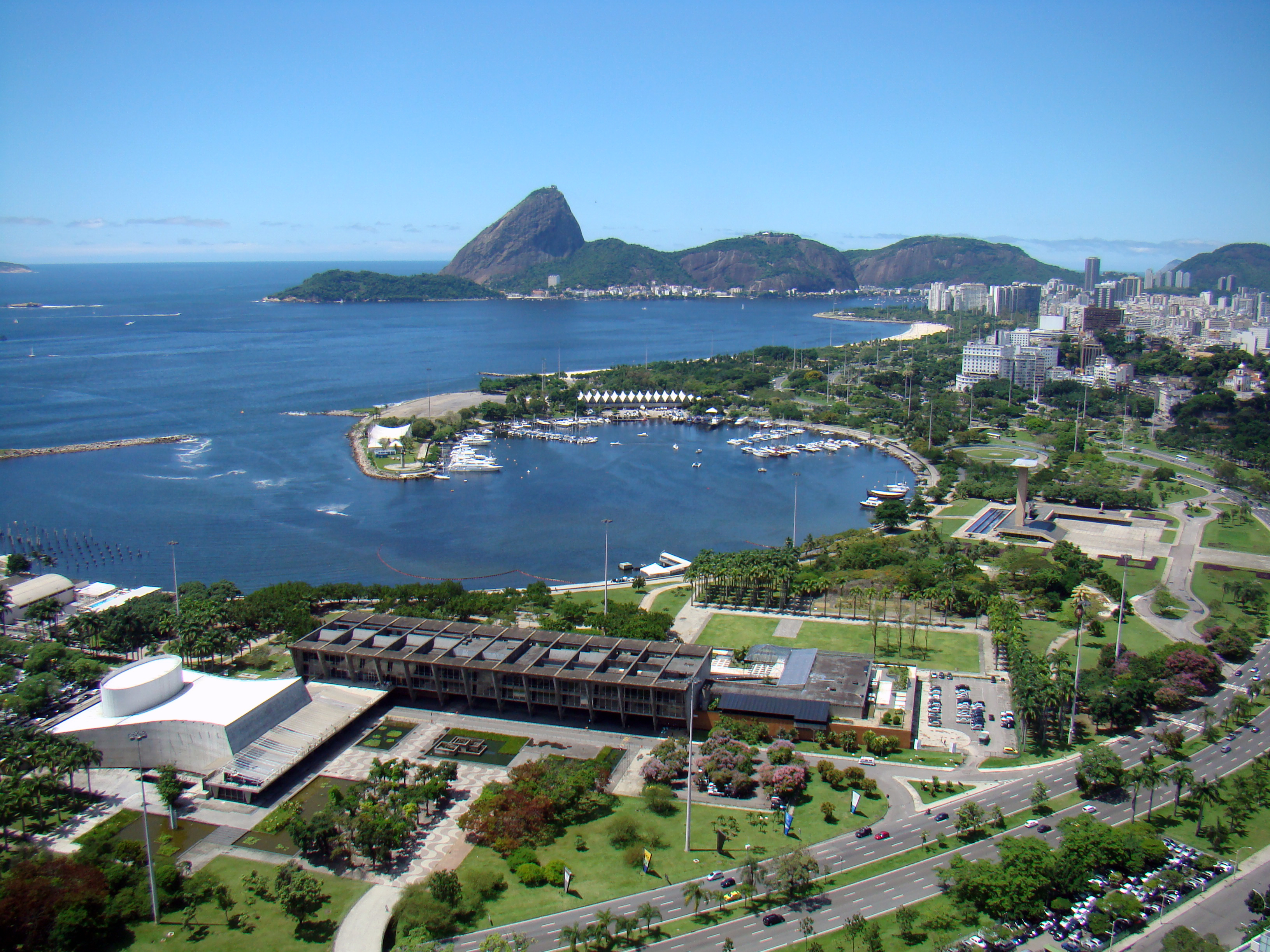
Río de Janeiro es una de las ciudades más grandes de América, con más de 12 millones de habitantes en su conurbación.

Durante los años 1930, nació y creció la idea de que América del Sur fuera sede de unos Juegos Olímpicos ante el evidente crecimiento del deporte latinoamericano que se daban desde la década de 1920 con destacadas participaciones de atletas hispanos en diversas competencias mundiales así como justas olímpicas que se desarrollaban desde estos tiempos. Río de Janeiro y la capital de Argentina, Buenos Aires fueron las primeras ciudades latinoamericanas en mostrar su interés por acoger el evento cuando ambas presentaron su candidatura para ser sede de los Juegos Olímpicos de 1936, junto a otras nueve ciudades y en cuya elección, finalmente ganada por Berlín, fue un fracaso al no haber obtenido voto alguno. Buenos Aires fue la ciudad que persistió más en tratar de obtener una sede y tuvo la oportunidad más clara de llevar los Juegos Olímpicos a Sudamérica en 1949 cuando perdió por tan solo un voto en la elección de la sede de los Juegos Olímpicos de 1956 ante Melbourne, Australia (que además fue la primera sede olímpica ubicada en el hemisferio sur); posteriormente, también lo intentó para los Juegos Olímpicos de 1968 y de 2004 sin resultado favorable: quedó en el último lugar de las votaciones. En esta penúltima candidatura, la elección fue ganada por la Ciudad de México, lo que la convirtió en la ciudad que recibió los primeros Juegos Olímpicos para Latinoamérica.
Río de Janeiro se postuló a ser sede de los Juegos Olímpicos de 1936, 1940, 1956, 1960, 2004 y 2012, todas con resultados desfavorables sin clasificarse siquiera a la ronda final de votación. En el último proceso en el que presentó candidatura, finalmente ganado por Londres, Río de Janeiro no pasó la etapa de evaluación, obteniendo una calificación de 6.0 de un máximo de 10.

### Proceso de selección
Para la elección de la sede de los XXXI Juegos Olímpicos podía participar una ciudad de cualquiera de los 205 Comités Olímpicos Nacionales existentes asociados al Comité Olímpico Internacional. El cronograma establecido para este proceso fue el siguiente:
| Fecha                     | Eventos                                                                                          |
| ------------------------- | ------------------------------------------------------------------------------------------------ |
| 13 de septiembre de 2007  | Cierre del plazo de recepción de candidaturas por el COI.                                        |
| 14 de enero de 2008       | Cierre del plazo de recepción del cuestionario del COI a las ciudades aspirantes.                |
| enero a junio de 2008     | Evaluación del COI a los cuestionarios enviados.                                                 |
| 4 de junio de 2008        | Reunión del Comité Ejecutivo del COI en Lausana, Suiza. Proclamación de las ciudades candidatas. |
| 8 al 24 de agosto de 2008 | Evaluación de las ciudades candidatas durante los Juegos Olímpicos de Pekín 2008.                |
| 12 de febrero de 2009     | Recepción de los informes de las ciudades candidatas por el COI.                                 |
| 2 de septiembre de 2009   | Publicación del informe del Comité de Evaluación de las ciudades candidatas                      |
| 2 de octubre de 2009      | Elección de la sede de los Juegos Olímpicos de 2016, en Copenhague, Dinamarca.                   |

### La candidatura
La ciudad de Río de Janeiro fue escogida por unanimidad por el Comité Olímpico Brasileño como la ciudad nacional aspirante para las XXXI Olimpiadas el 1 de septiembre de 2006, iniciando un proceso de diez años hasta los Juegos Olímpicos. La celebración de los Juegos Panamericanos de 2007 puso a prueba las capacidades organizativas del COB y de la ciudad, sorteándolas con éxito y dando un nuevo ímpetu a la candidatura por obtener los primeros Juegos Olímpicos para Sudamérica.
La candidatura de Río de Janeiro 2016 se basó en cuatro conceptos: excelencia técnica, experiencia, transformación y apoyo al movimiento olímpico y paralímpico. La excelencia técnica implicaba reforzar aspectos como el alojamiento, el transporte, la seguridad y el aspecto financiero. El segundo principio, experiencia, proponía estadios llenos y pasión por el deporte. El tercero, transformación, hablaba de una mezcla de intervención social y ambiental en la ciudad de Río, orientados para la inclusión social de los colectivos marginados mediante la transformación olímpica. El último punto, respecto al movimiento olímpico y paralímpico, prometía impulsar el olimpismo en los jóvenes sudamericanos y el voluntariado.

### Votación
Siete ciudades presentaron oficialmente ante el Comité Olímpico Internacional sus deseos de albergar este evento deportivo, pero tras una primera etapa de evaluación, la lista fue reducida a cuatro ciudades: Chicago, Doha, Madrid y Tokio. El COI decidió eliminar la candidatura de Doha ya que sus fechas propuestas no se ajustaban a los criterios del COI, y la ciudad de Río de Janeiro fue repescada para unirse a las otras tres. De estas cuatro, la ciudad brasileña fue elegida el 2 de octubre de 2009, exactamente a las 18:50 CEST, durante el transcurso de la 121.ª sesión del Comité Ejecutivo del COI, que se celebró en Copenhague, Dinamarca.
| 121ª Sesión del Comité Olímpico Internacional 2 de octubre de 2009, Copenhague, Dinamarca |          |          |          |
| Ciudad                                                                                    | Votación | Votación | Votación |
| Río de Janeiro (BRA) (7)                                                                  | 26       | 46       | 66       |
| Madrid (ESP) (9)                                                                          | 28       | 29       | 32       |
| Tokio (JPN) (8)                                                                           | 22       | 20       | -        |
| Chicago (USA) (4)                                                                         | 19       | -        | -        |

## Símbolos y mercadeo

### Logotipo
El logotipo definitivo de Río 2016 fue elaborado por la agencia brasileña de diseño Táctil y fue presentado en Copacabana antes del fin de año de 2010, ante una gran multitud.
El logo representa tres figuras antropomorfas (una verde, otra amarilla y otra azul) tomadas de las manos, con la forma reflejando la de la montaña Pan de Azúcar. El logo está basado en cuatro conceptos: energía contagiosa, diversidad armoniosa, naturaleza exuberante y espíritu olímpico. Jacques Rogge (expresidente del COI) expresó que el logo resalta la visión de Río de Janeiro y Brasil para la Olimpiada. El logo es una reminiscencia de la pintura La danza (de Henri Matisse) al mismo tiempo que usa artísticamente los colores de la bandera de Brasil.

### Mascotas

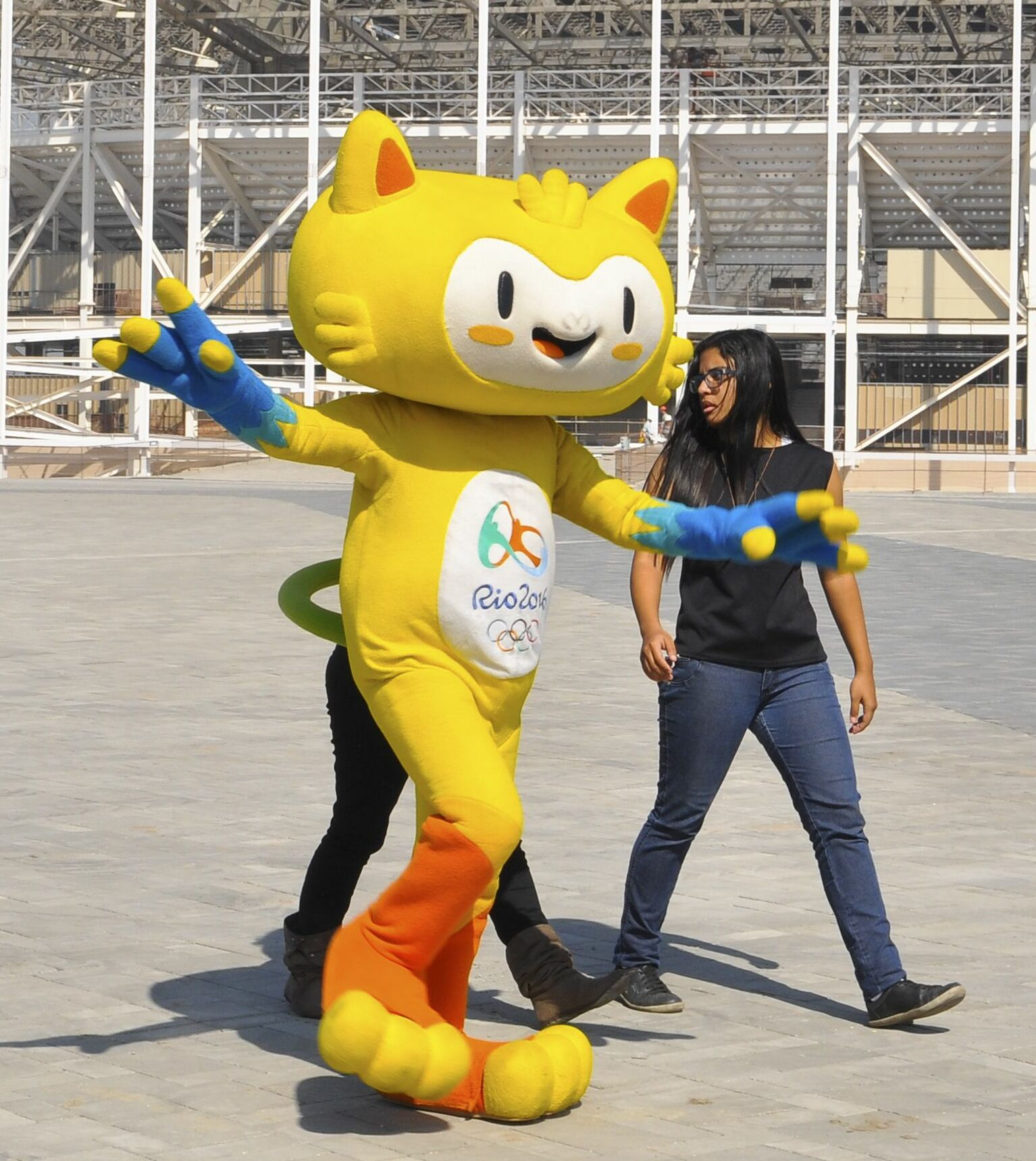
Vinicius en el Parque Olímpico en Barra da Tijuca

Las mascotas oficiales de los Juegos Olímpicos y Paralímpicos de Río de Janeiro 2016 fueron presentadas el 24 de noviembre de 2014: la mascota olímpica, que representa la fauna brasileña, es un animal amarillo de brazos azules con rasgos de mamíferos como gatos y monos. La historia creada para estos personajes establece que ambos nacieron de la alegría del pueblo brasileño surgida cuando el Comité Olímpico Internacional eligió a Río como sede olímpica. Tras la presentación, los organizadores realizaron una votación para decidir el nombre de las mascotas. El 14 de diciembre, se anunció que el público eligió Vinicius (mascota olímpica; en honor a Vinícius de Moraes) y Tom (mascota paralímpica; en honor a Tom Jobim) como los nombres de los personajes.

### Antorcha Olímpica
La antorcha Olímpica fue encendida en el templo de Hera en Olimpia el 21 de abril de 2016. Luego de recorrer varios lugares de Grecia la antorcha llegó el 27 de abril al Estadio Panathinaiko en Atenas. Posteriormente, la antorcha visitó las ciudades suizas de Ginebra y Lausana antes de partir hacia Brasil.
La parte brasileña del recorrido comenzó el 3 de mayo en Brasilia, la capital del país. Luego de visitar 329 poblaciones de todo el país, la antorcha llega a Río de Janeiro. Más de 12 000 relevistas llevaron la antorcha recorriendo más de 22 000 kilómetros.
A grandes rasgos, la ruta de la antorcha Olímpica fue la siguiente:
- Grecia: Olimpia, Zakynthos, Patras, Corfu, Ioannina, Tesalónica, Larissa, Atenas.
- Suiza: Lausana, Ginebra.
- Brasil: Brasilia, Goiania, Belo Horizonte, Salvador de Bahía, Recife, Natal, Fortaleza, Palmas, Belem, Manaos, Cuiabá, Porto Alegre, Curitiba, São Paulo, Río de Janeiro.[19]

### Medallas
El 14 de junio de 2016 el presidente del Comité Olímpico Internacional (COI) Thomas Bach, presentó en una ceremonia celebrada en el Parque Olímpico de Río de Janeiro las medallas de los XXXI Juegos Olímpicos y XV Juegos Paralímpicos. Las medallas de estos Juegos Olímpicos cuentan con un diseño especial, son las primeras medallas ecológicas en la historia; y las de los Juegos Paralímpicos cuentan con un dispositivo de sonido para que los atletas invidentes la identifiquen.

### Pebetero
En abril de 2016, el gobierno de la ciudad de Río de Janeiro anunció que el pebetero no estaría ubicado dentro de ningún estadio durante los juegos. Después de la ceremonia de inauguración, se planeó que el pebetero esuviera ubicado en el puerto de Río de Janeiro, concretamente en un proyecto de reurbanización llamado Porto Maravilha (Puerto Maravilla). Fue la primera vez en los Juegos Olímpicos de Verano (en las Olimpiadas de invierno pasó en Vancouver 2010 y Sochi 2014) en que el pebetero estuvo ubicado afuera del estadio olímpico.

## Sedes e infraestructura

Mapa de la ciudad de Río de Janeiro que muestra los lugares que fueron sedes en la celebración de los Juegos Olímpicos 2016.

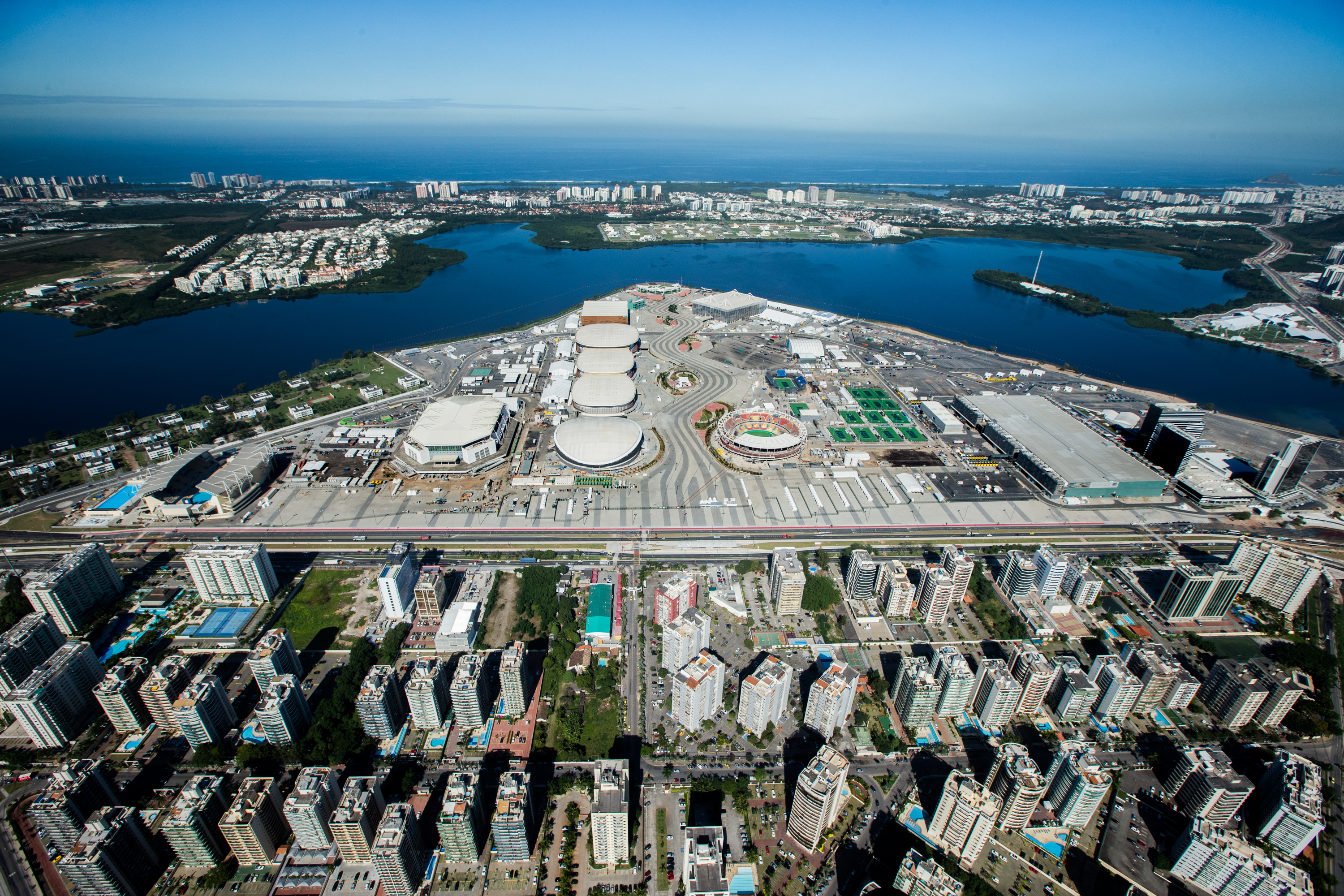
Parque Olímpico de Río de Janeiro

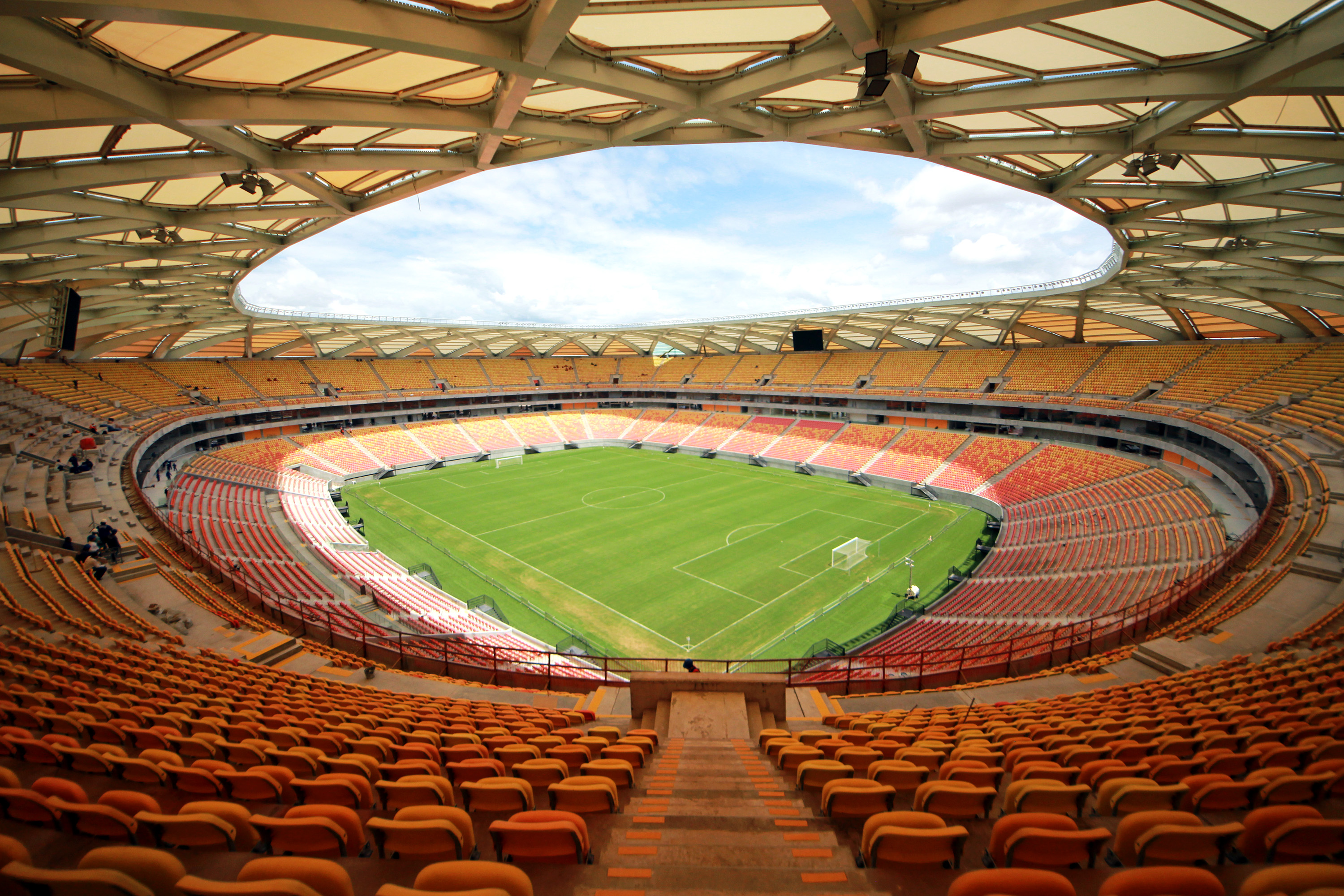
Arena da Amazônia Manaos
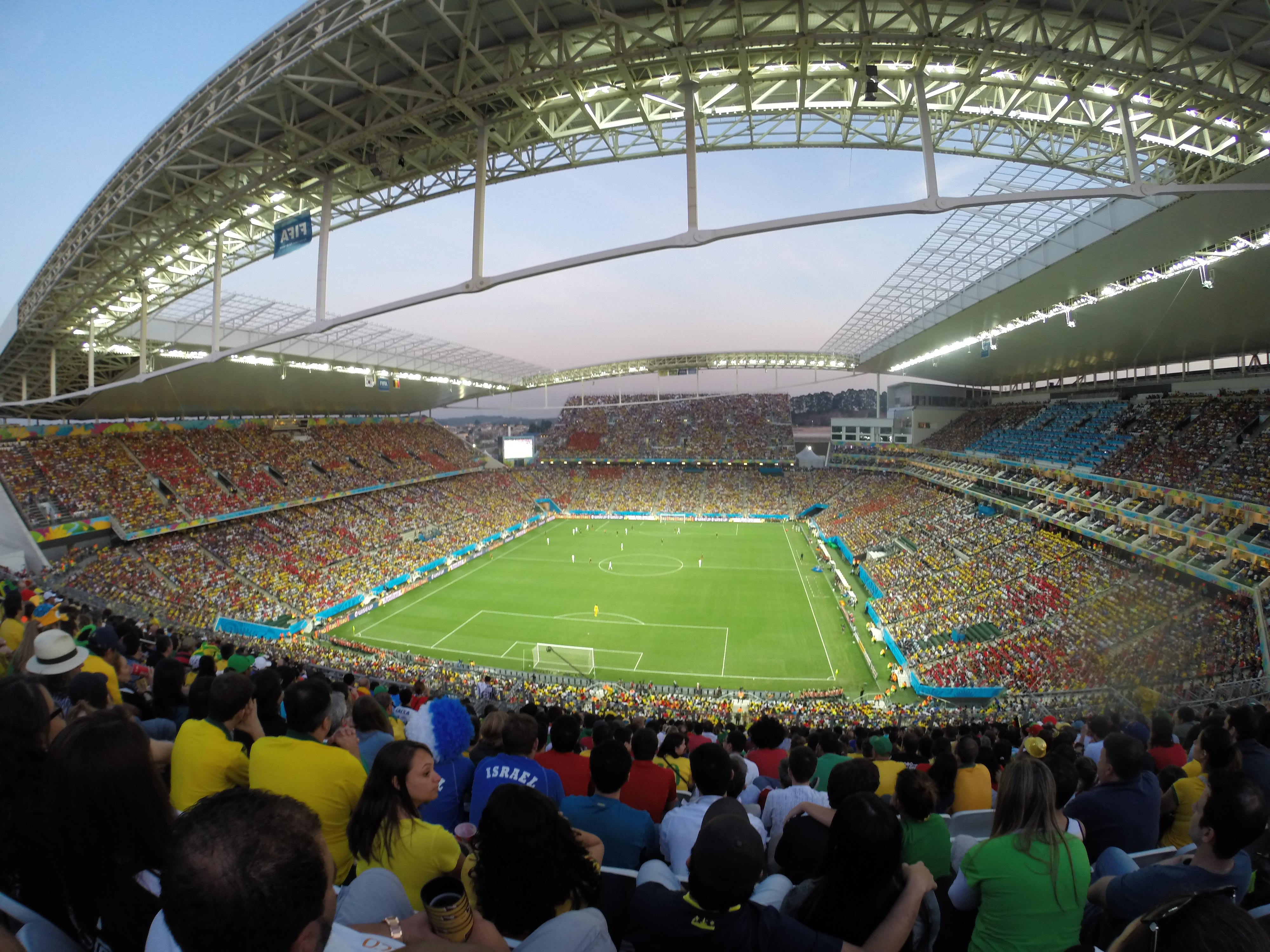
Arena Corinthians São Paulo
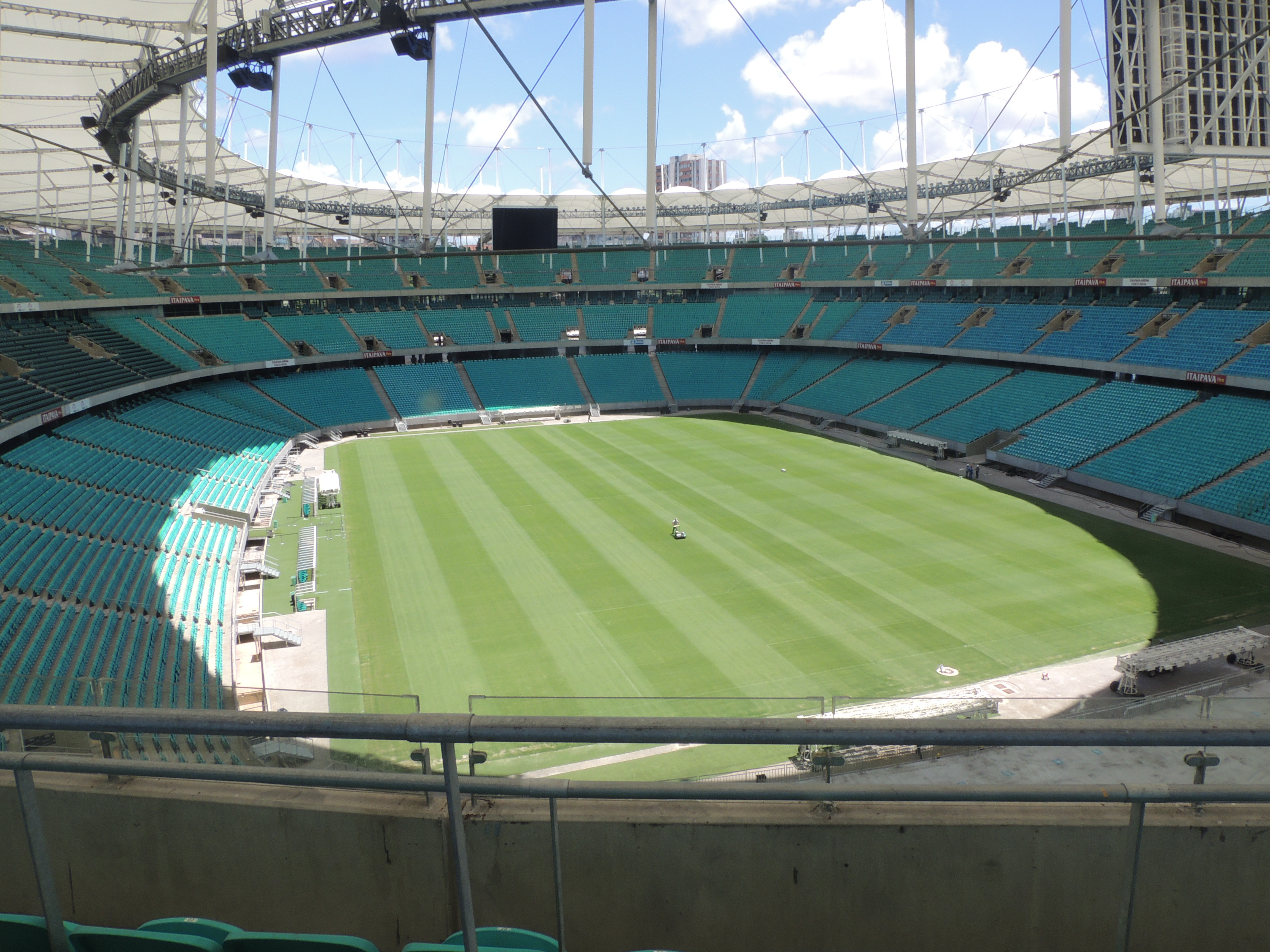
Arena Fonte Nova Salvador
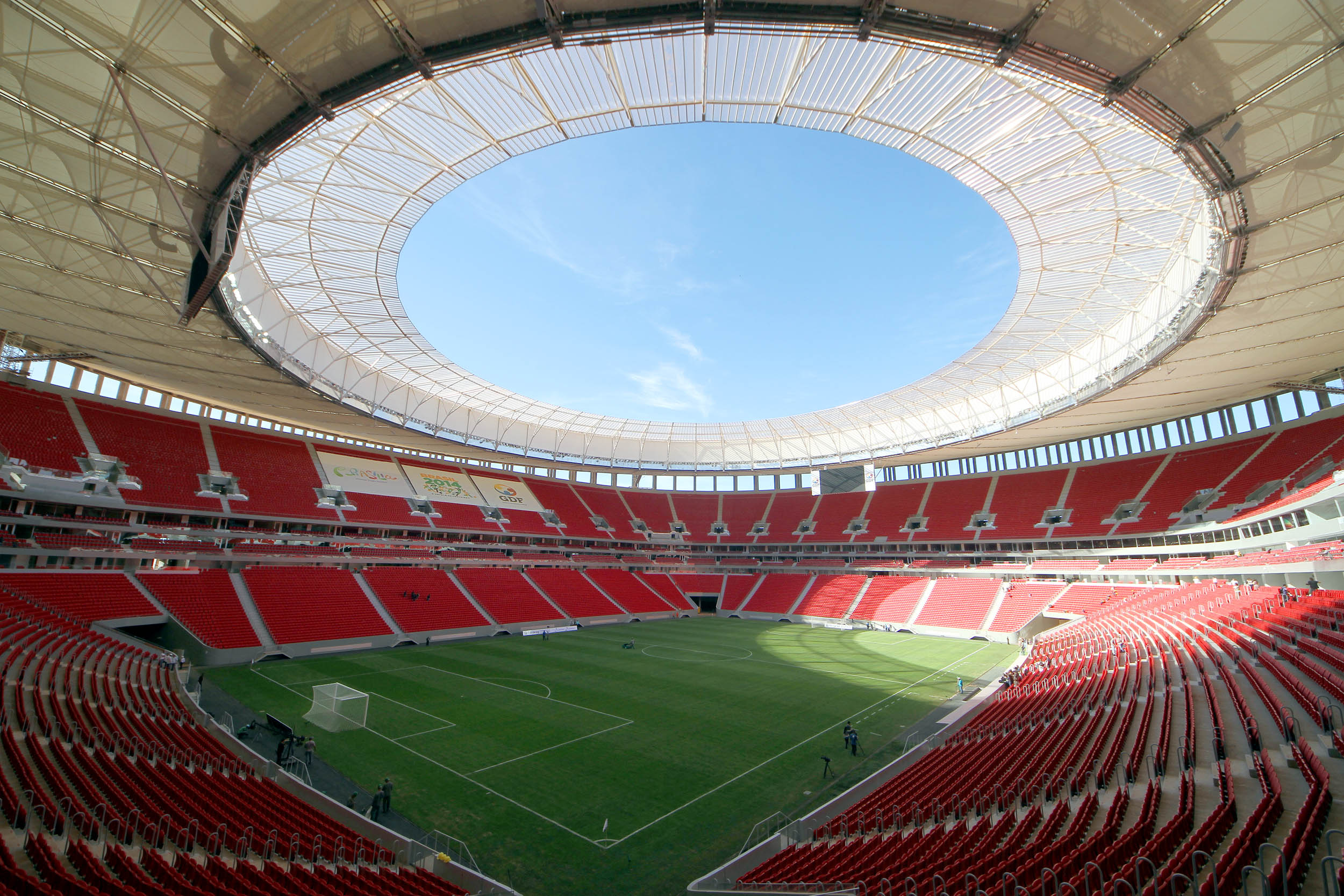
Estadio Nacional Brasília
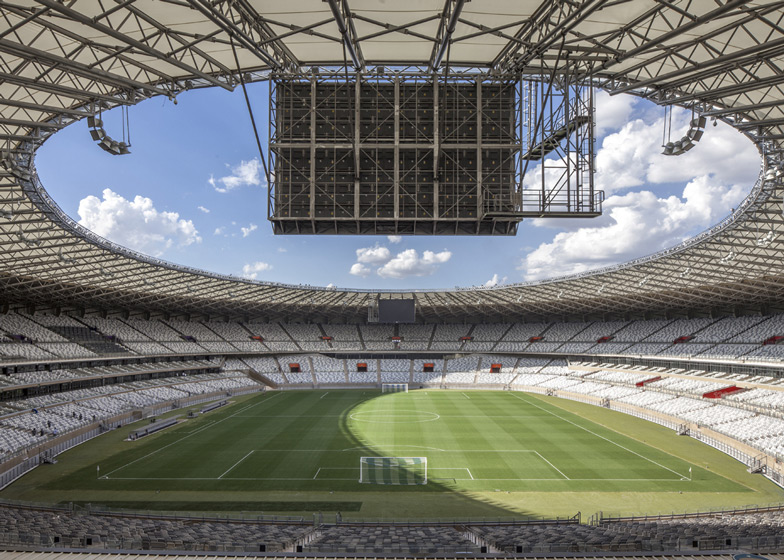
Estadio Mineirão Belo Horizonte

La candidatura de Río de Janeiro propuso la realización de casi la totalidad de los eventos deportivos dentro del área urbana, concentrándose en cuatro zonas:
- Maracaná
- Barra da Tijuca
- Deodoro
- Copacabana

La única excepción fueron los eventos de fútbol que se repartieron en São Paulo, Salvador de Bahía, Belo Horizonte y la capital Brasilia. Todas estas ciudades ya habían sido sedes del Mundial 2014, que fue el principal examen para la infraestructura brasileña, no solo deportiva, sino logística, hotelera, de seguridad y de transportes.
El estadio en que se realizaron las ceremonias de apertura y clausura fue el Estadio Maracaná, uno de los más grandes del mundo y que fue restaurado para albergar la Copa Mundial de Fútbol. Maracaná fue además sede de las finales del torneo de fútbol, pero no albergó las competiciones de atletismo, que se realizaron en el Estadio Olímpico Nilton Santos. Fue así la primera ocasión en que el atletismo no se realizó en el recinto donde se inauguró y se clausuraron los Juegos. En los alrededores del Maracaná se realizaron también los eventos del voleibol en el Gimnasio de Maracanãzinho.
En este contexto, se previó la proyección de una torre de observación, en la isla de Cotinduba, como uno de los nuevos edificios más representativos del Complejo Olímpico, que cumpla con las funciones propias de un equipamiento deportivo y que también se erija como un símbolo de bienvenida a todos aquellos visitantes que lleguen a Río de Janeiro, por vía aérea o marítima. Con este propósito se organizó el Concurso Internacional de Arquitectura para los Juegos Olímpicos de 2016, la propuesta seleccionada fue la Solar City Tower, presentada por el grupo sueco RAFAA, Arquitectura y Diseño, con sede en Zúrich, por constituirse como un proyecto ecológico que respondía a los objetivos primordiales que se perseguían en la construcción de la Villa Olímpica de Río de Janeiro 2016, y, especialmente, porque podría lograr que, por primera vez, la celebración de las olimpiadas se realizaran sin la producción de emisiones de carbono.
El sector de Barra de Tijuca fue sede no solo de diversos deportes, sino que además concentró la villa olímpica y los centros de prensa, difusión y transmisiones. En esta zona se encuentran diversos recintos deportivos creados para los Juegos Panamericanos de 2007 como: La Ciudad de los Deportes, antigua sede del Autódromo Internacional Nelson Piquet, que albergó el campeonato del Mundo de Fórmula 1 en la década de 1980 y el Gran Premio de Brasil en diez ocasiones; el Parque Acuático María Lenk en donde se desarrollaron los deportes acuáticos. En los alrededores de Barra tuvieron lugar también los deportes de piragüismo y remo en el lago Rodrigo de Freitas, siendo la primera vez que estos deportes se hicieron en un contexto urbano. También, en las inmediaciones de Barra de Tijuca se encuentra Riocentro otra de las sedes propuestas, en cuyos recintos se disputaron competencias de los deportes de bádminton, boxeo, levantamiento de pesas y lucha. Cuatro de sus seis pabellones fueron los utilizados para estas competencias olímpicas.
Algunos deportes ocuparon lugares emblemáticos de Río, como el vóley playa, que tuvo su sede en las playas de Copacabana, uno de los orígenes de ese deporte, mientras que el típico escenario del Sambódromo albergó el maratón y la marcha atlética.

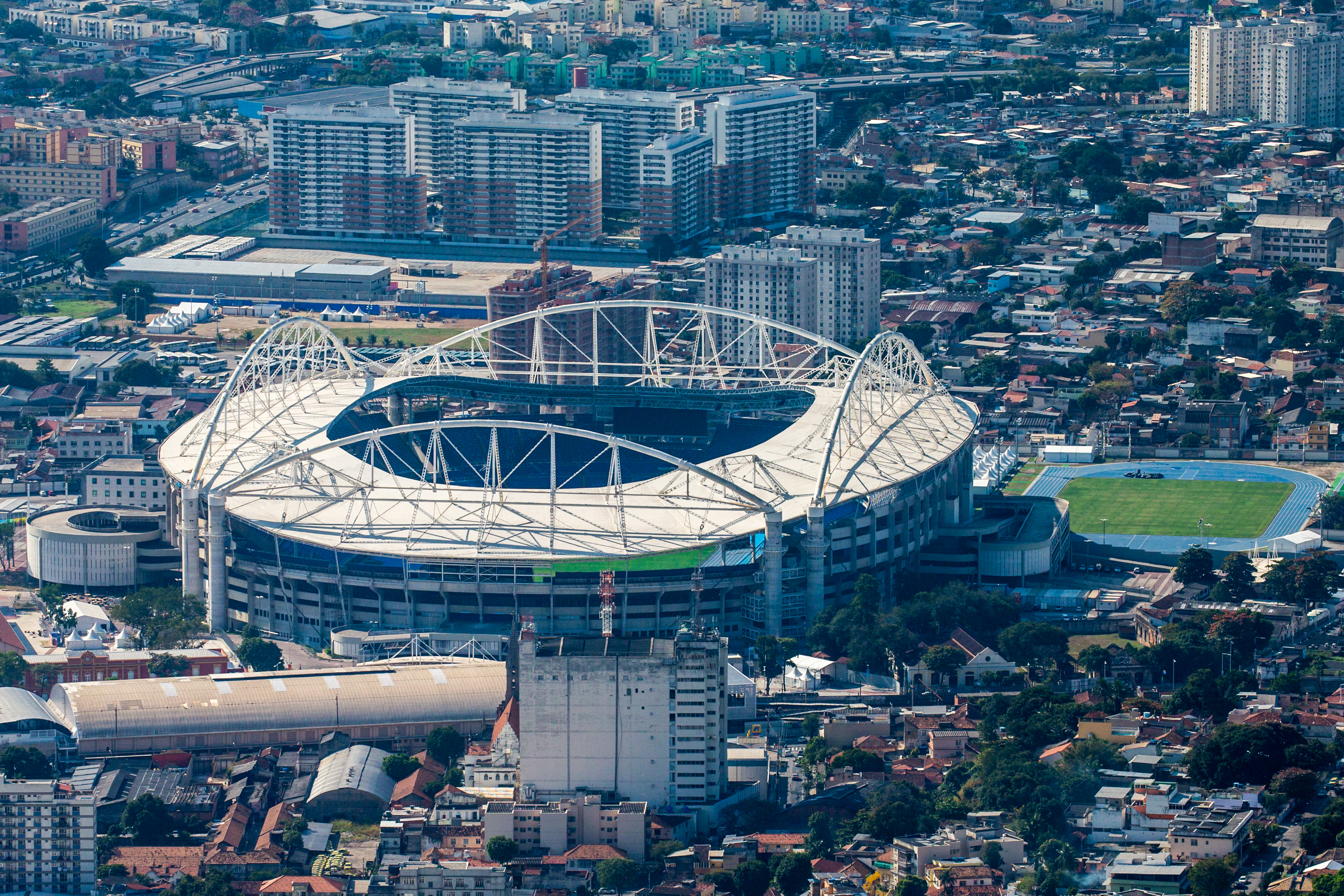
Estadio João Havelange, sede de las competiciones de atletismo y una semifinal y final de fútbol
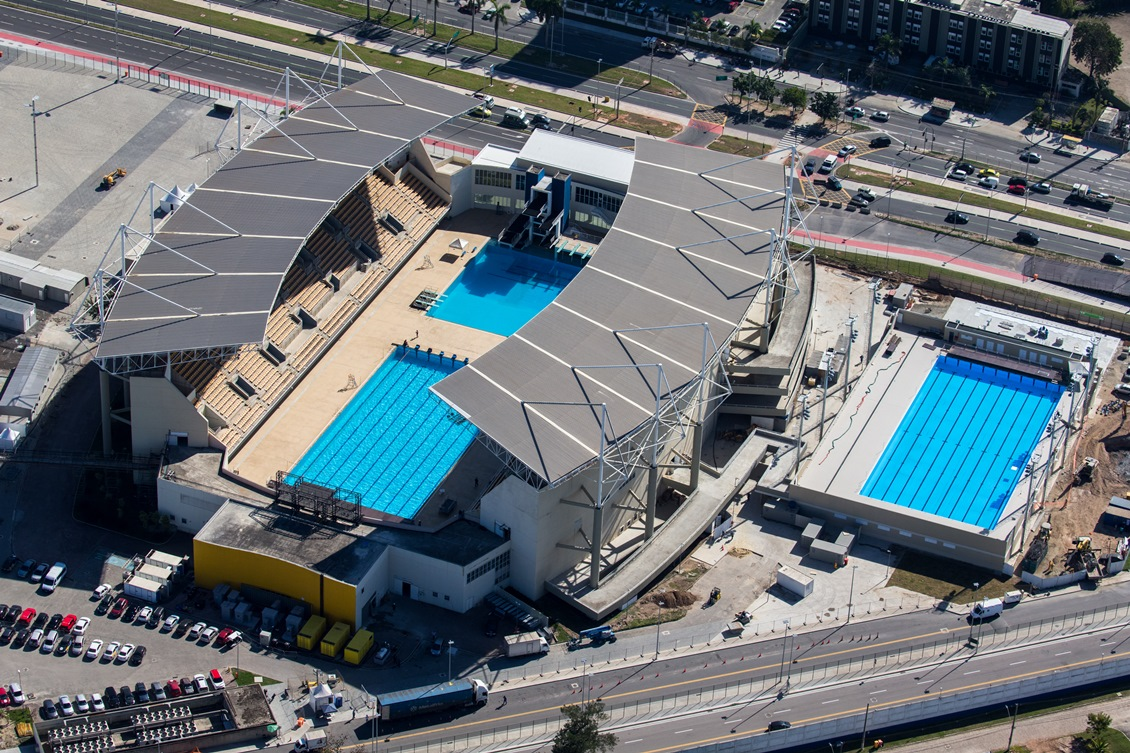
Parque Acuático María Lenk, sede del polo acuático
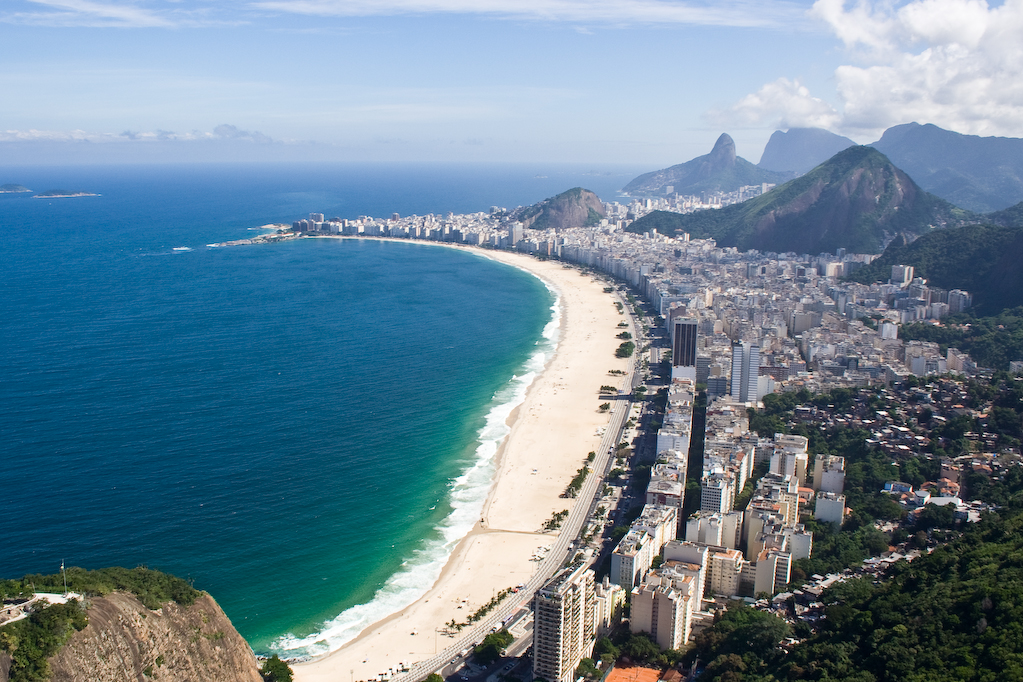
Playas de Copacabana, sede del triatlón y el vóley playa
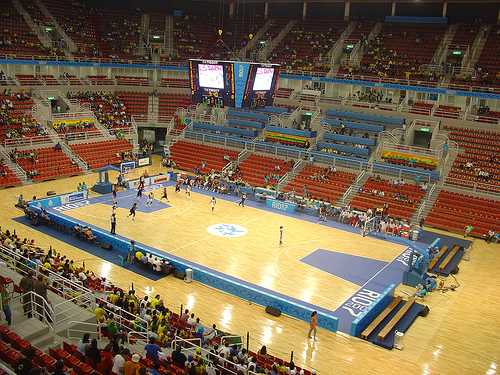
HSBC Arena, sede de la gimnasia artística y rítmica
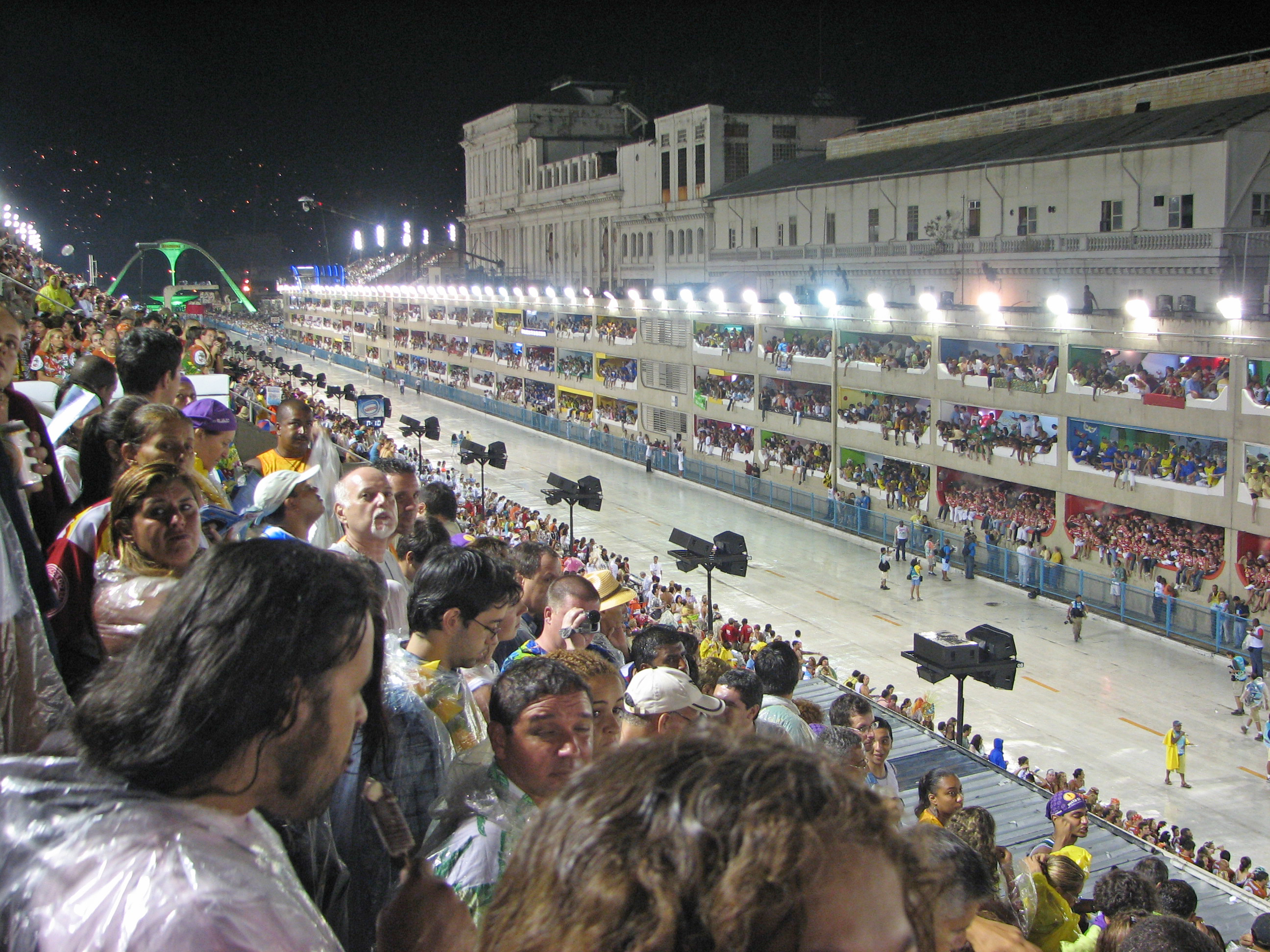
Sambódromo, sede del maratón y la marcha
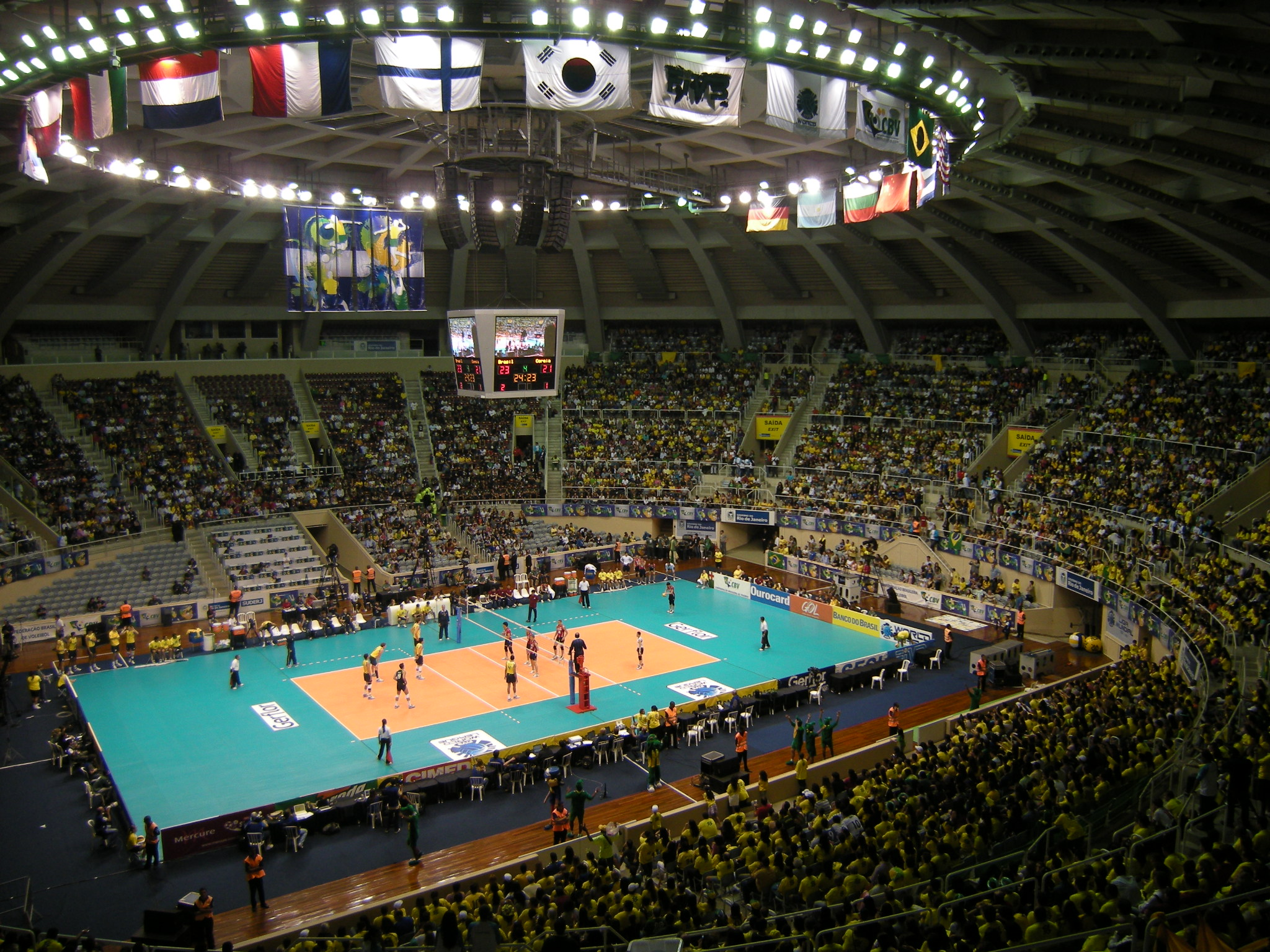
Gimnasio de Maracanãzinho, sede del voleibol
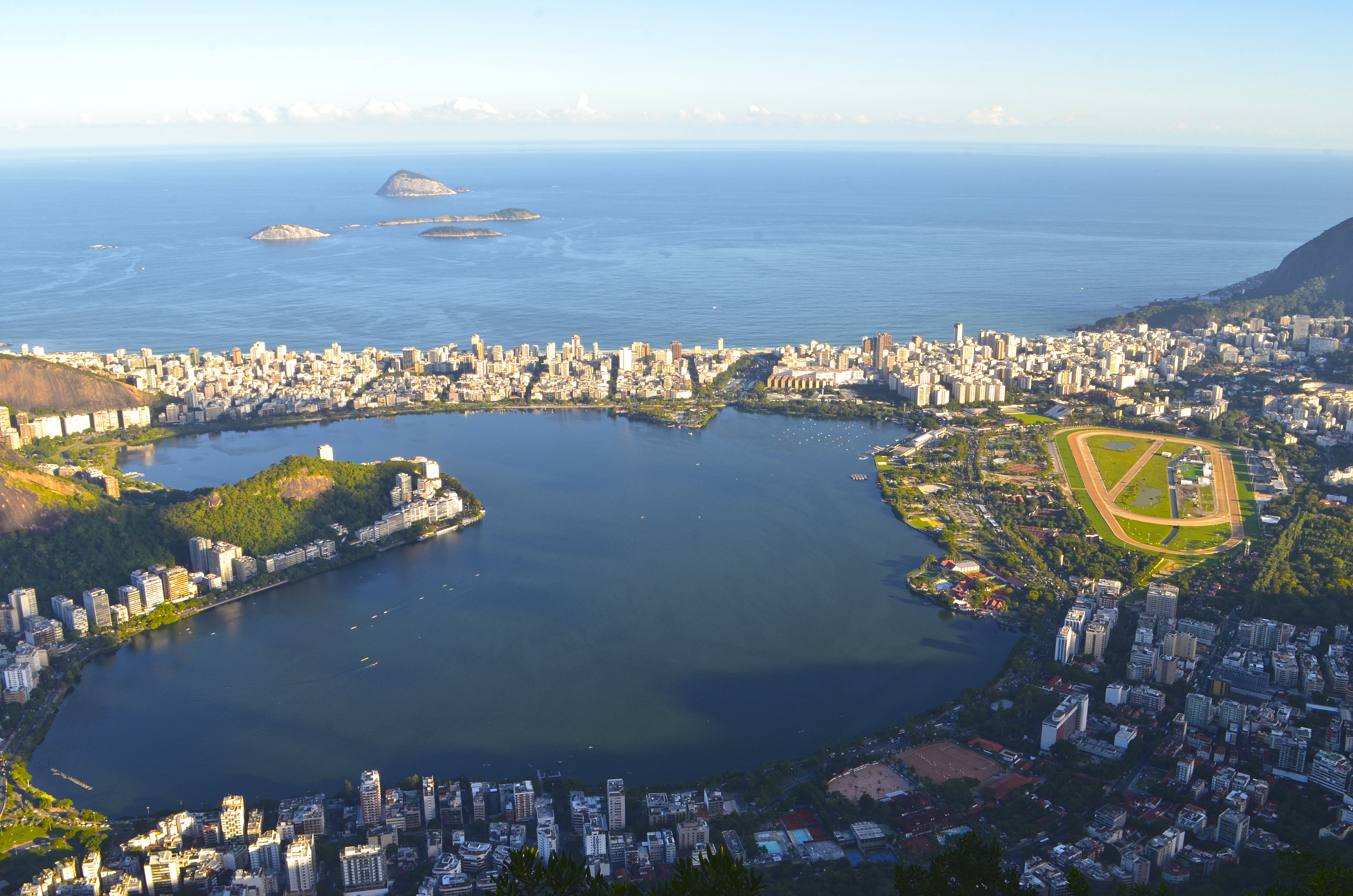
Lago Rodrigo de Freitas, sede del piragüismo y el remo
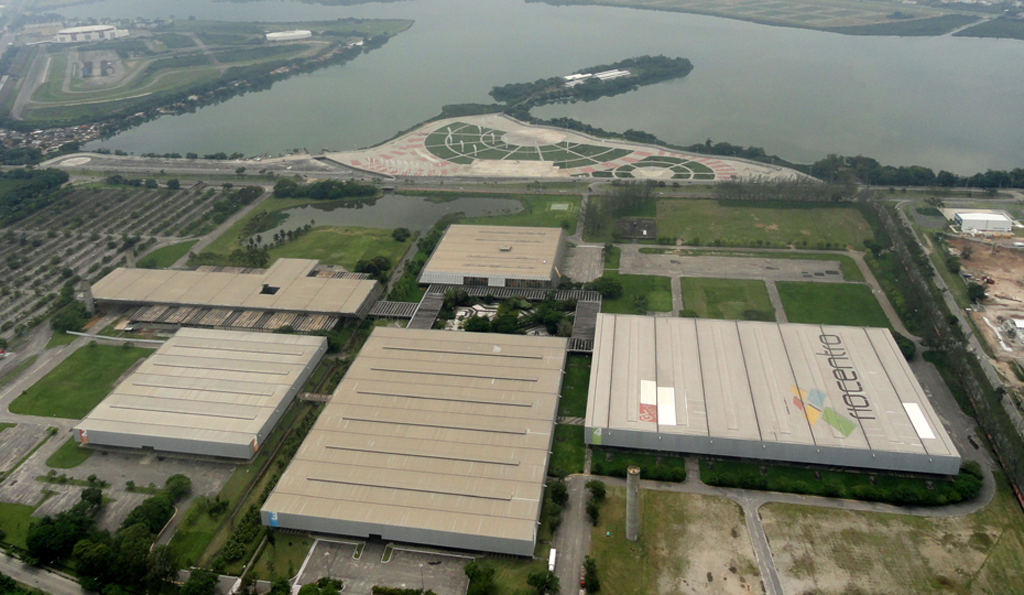
Riocentro, sede de los deportes de: bádminton, boxeo, Levantamiento de pesas y lucha
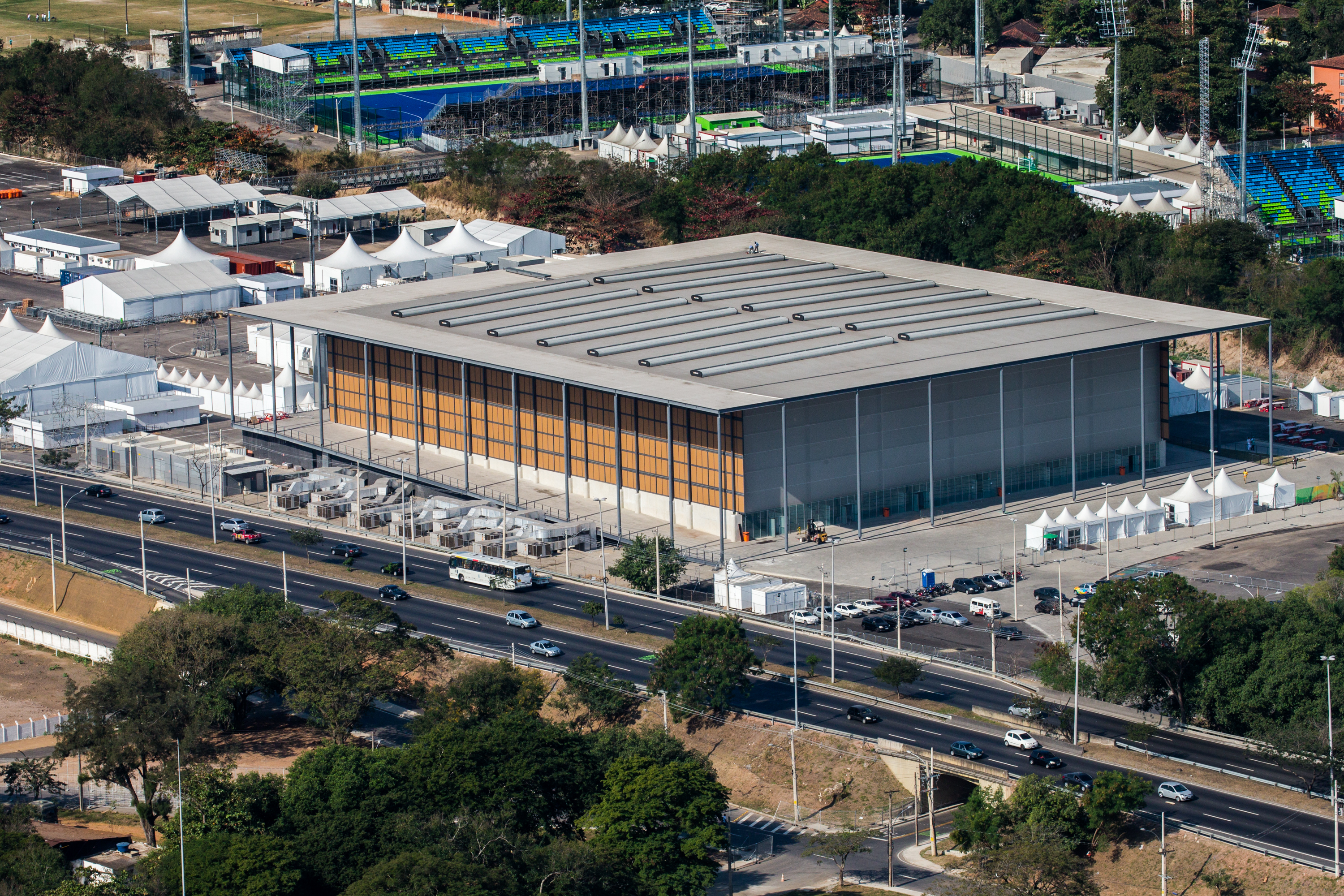
Arena de la Juventud
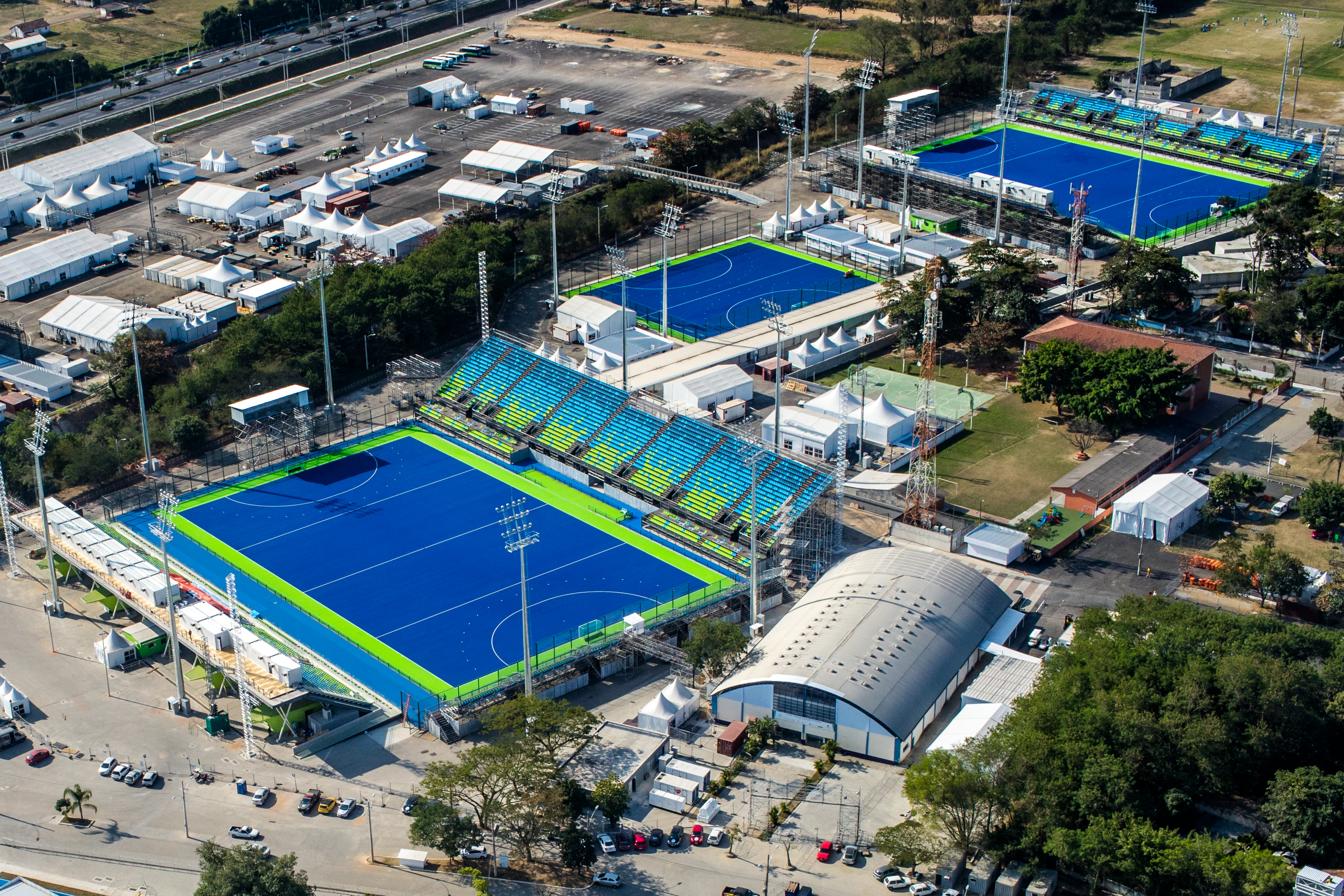
Centro Olímpico de Hockey
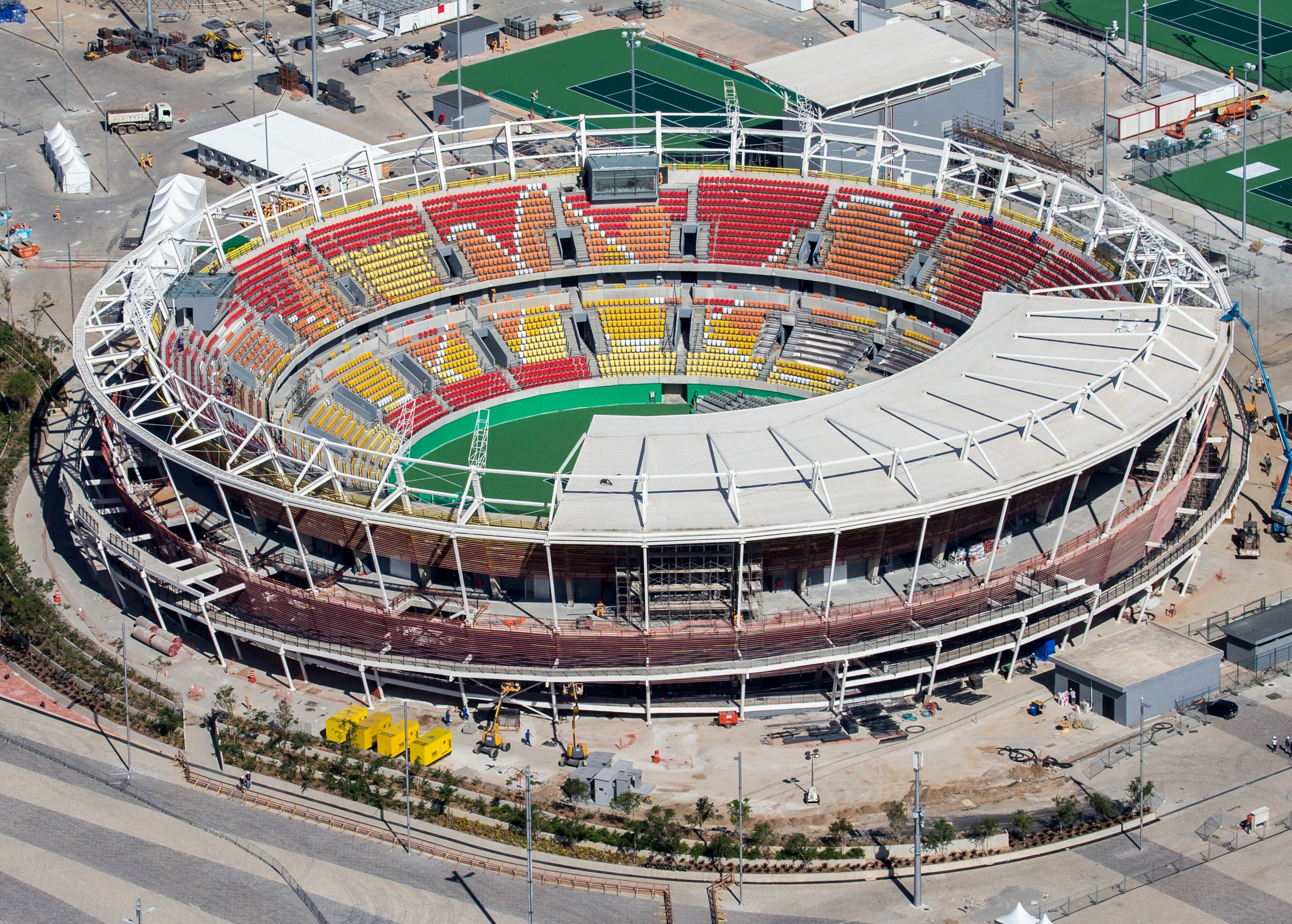
Centro Olímpico de Tenis
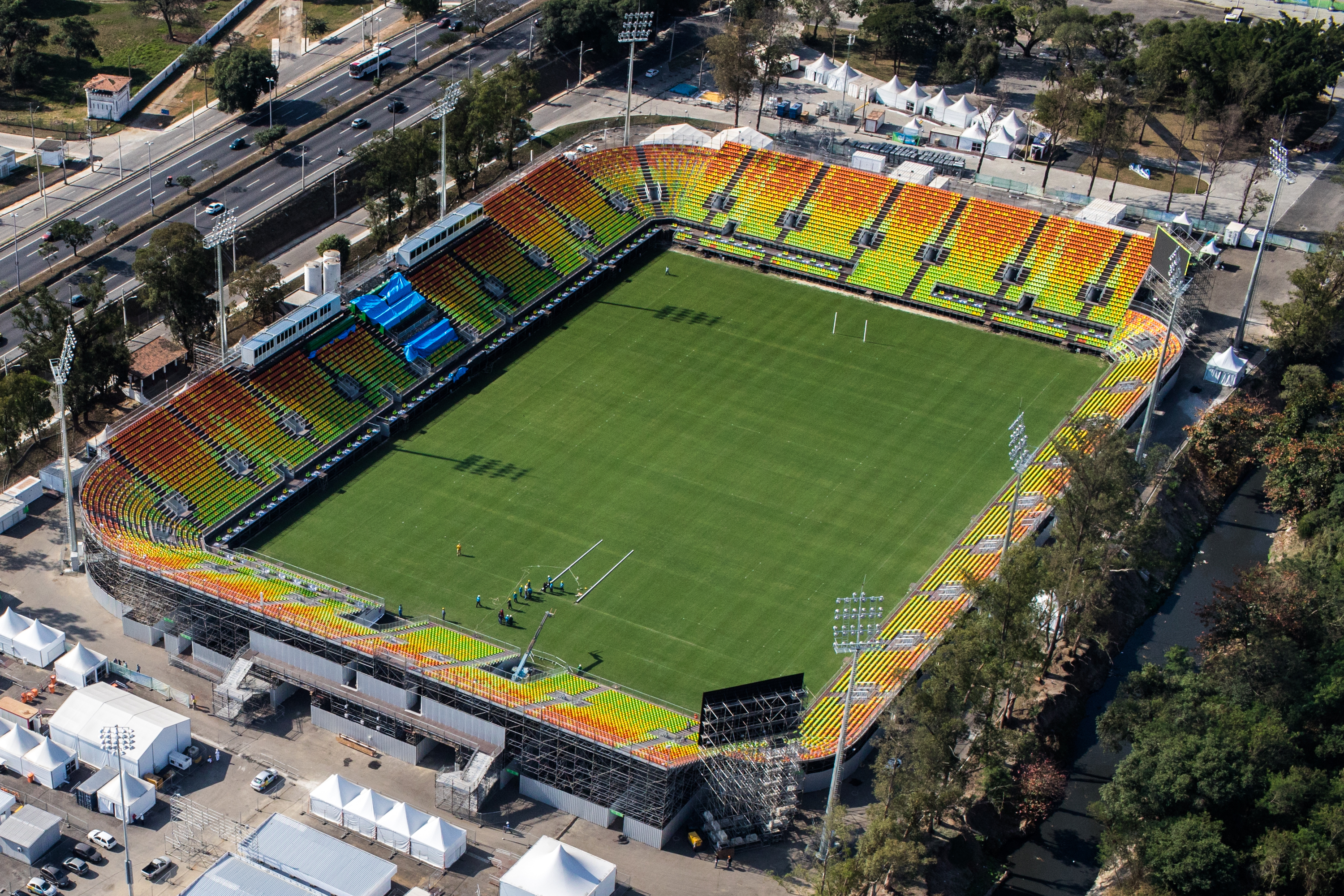
Estadio de Deodoro
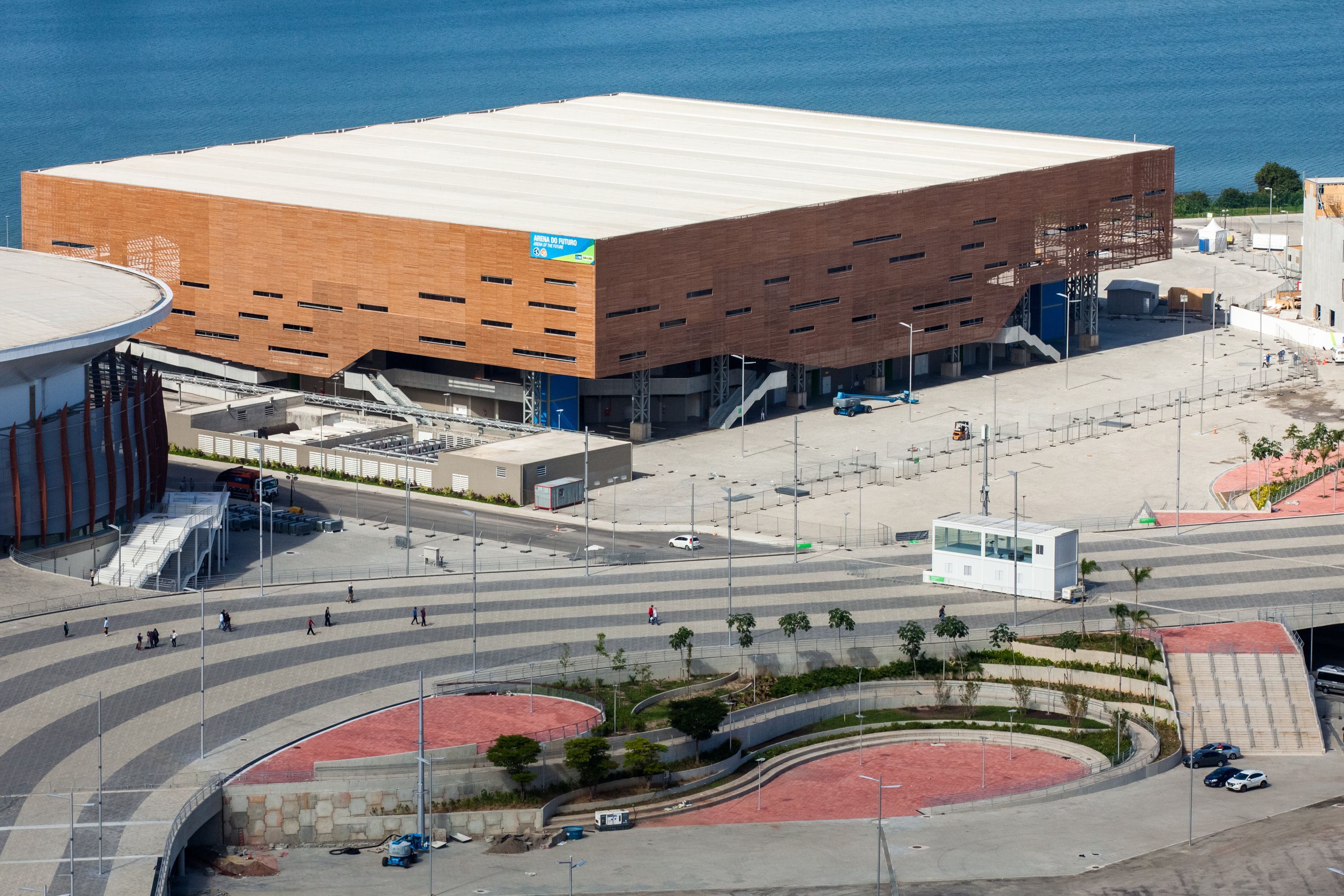
Arena del Futuro
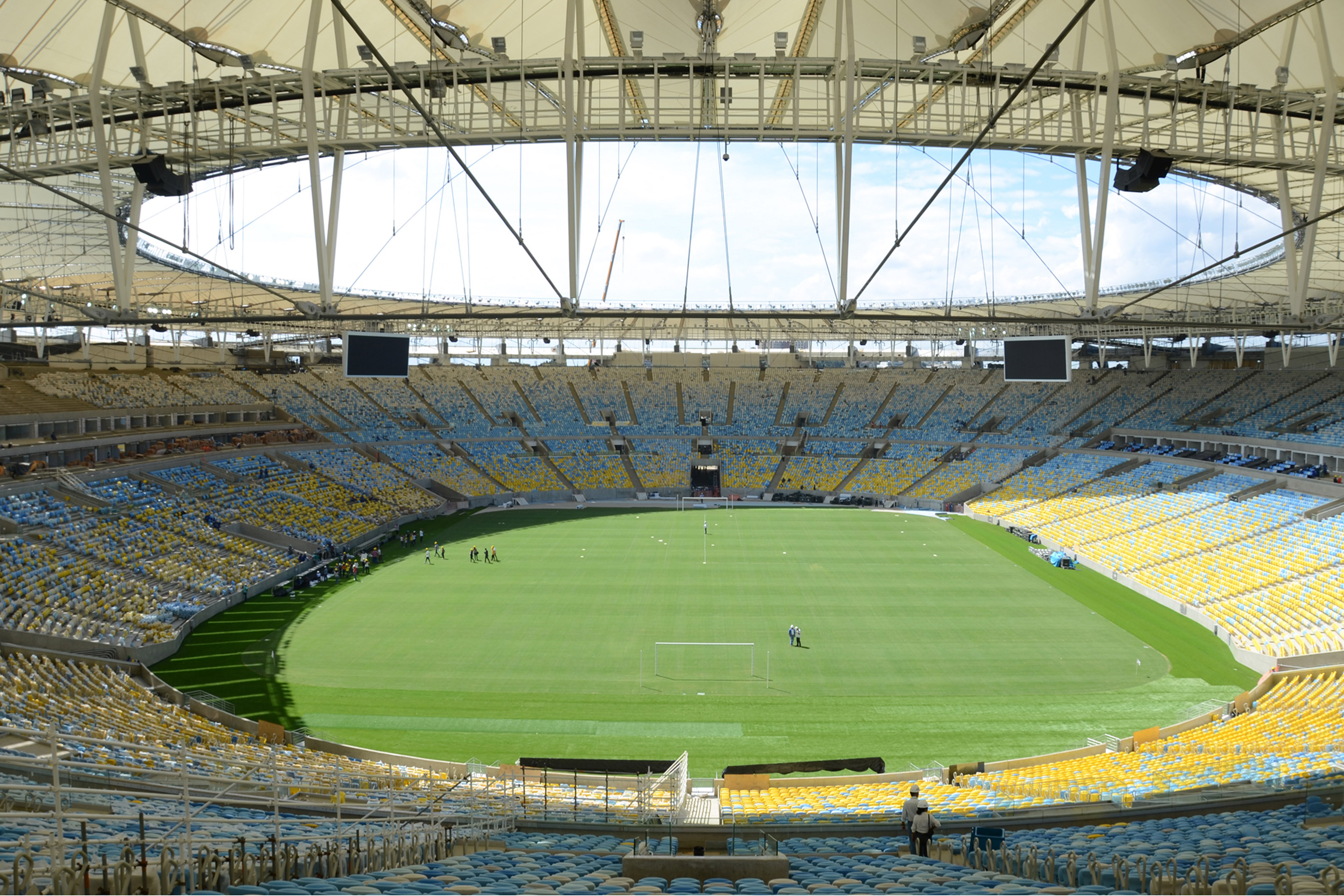
Estadio Maracaná

Sedes del fútbol
- Arena da Amazônia
Manaos
- Arena Corinthians
São Paulo
- Arena Fonte Nova
Salvador
- Estadio Nacional
Brasília
- Estadio Mineirão
Belo Horizonte

### Inversión
Los valores en inversión están expresados en reales brasileños:
| Infraestructura    | Inversión       | Pública            | Privada          |
| ------------------ | --------------- | ------------------ | ---------------- |
| Parque Olímpico    | R$5,6 billones  | R$1,46 billones    | R$4,18 billones  |
| Transporte público | R$24 billones   | R$13,7 billones    | R$10,3 billones  |
| Total              | R$29,6 billones | R$15,16 billones - | R$14,48 billones |

## Desarrollo

### Ceremonia de apertura

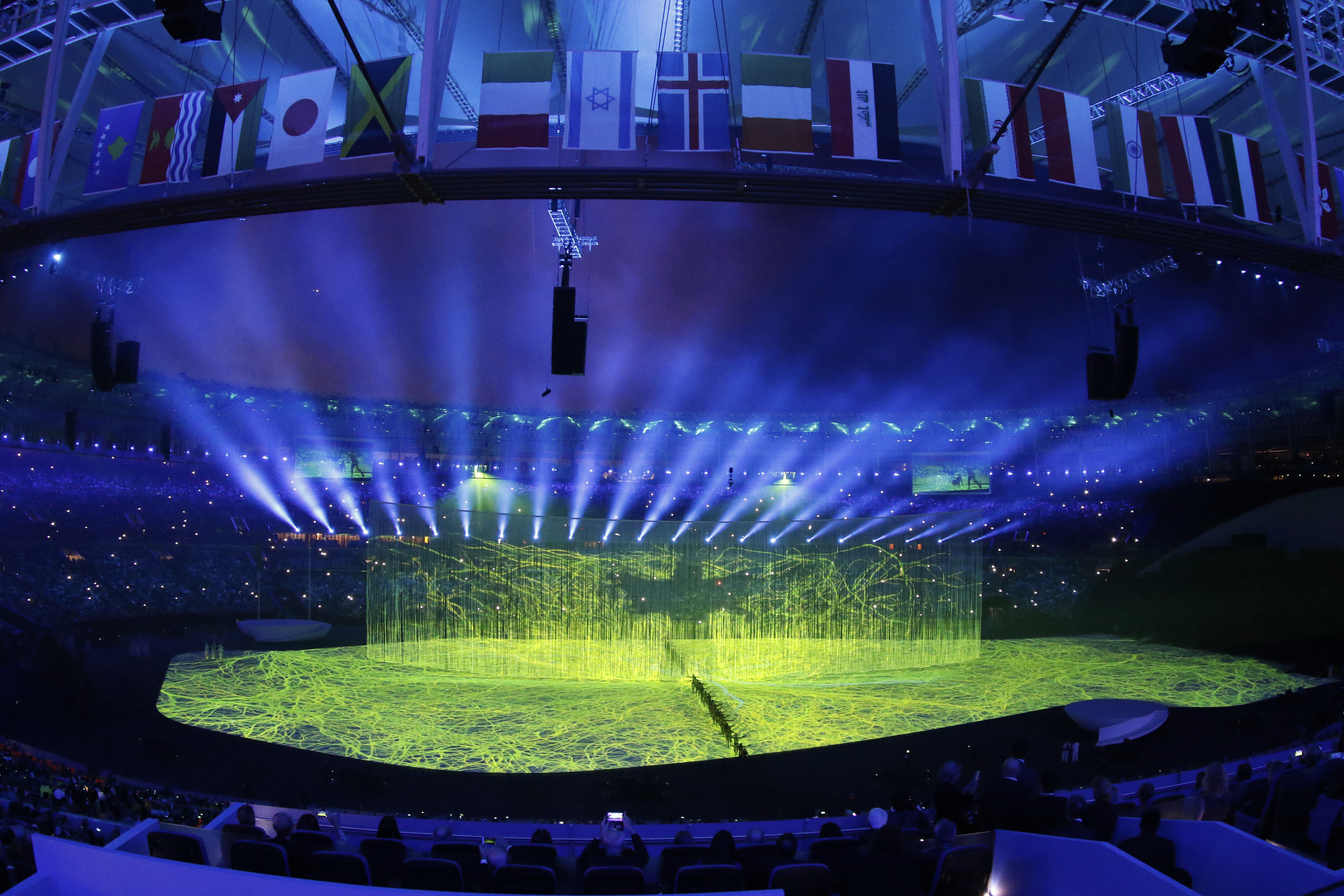
Ceremonia de apertura de los Juegos Olímpicos de Río de Janeiro 2016.

La ceremonia de apertura, dirigida por Fernando Meirelles, Daniela Thomas y Andrucha Waddington, se llevó a cabo el 5 de agosto en el Estadio Maracaná. En ella se presentaron diversos aspectos de la historia y cultura brasileña e incluyó un segmento, narrado por Fernanda Montenegro y Judi Dench, que instó a la preservación ambiental y a la prevención del calentamiento global. Asimismo, en la ceremonia se realizó la primera entrega del laurel olímpico, un galardón entregado por el COI a las personalidades que han realizado notables contribuciones en «educación, cultura y desarrollo de la paz por medio del deporte». El atleta keniano Kipchoge Keino fue el primer galardonado.
Michel Temer, presidente interino de Brasil, se encargó de inaugurar oficialmente los Juegos. Por su parte, Vanderlei Cordeiro de Lima, medalla de bronce en la maratón de los Juegos Olímpicos de Atenas 2004 y condecorado con la Medalla Pierre de Coubertin al espíritu deportivo del COI, tras ser atacado por un espectador cuando encabezaba la competencia, encendió el pebetero olímpico. Originalmente se esperaba que lo hiciera Pelé, pero problemas de salud le impidieron participar en la ceremonia.

### Deportes
En los Juegos de Río se disputaron 30644 eventos de un total de 41 disciplinas de 28 deportes olímpicos.
- Atletismo (47)
- Bádminton (5)
- Baloncesto (2)
- Balonmano (2)
- Boxeo (13)
- Ciclismo:
  -  BMX (2)
  -  Montaña (2)
  -  Pista (10)
  -  Ruta (4)
- Deportes acuáticos:
  -  Natación (34)
  -  Natación sincronizada (2)
  -  Saltos (8)
  -  Waterpolo (2)
- Equitación:
  -  Concurso completo (2)
  -  Doma (2)
  -  Saltos (2)
- Esgrima (10)
- Fútbol (2)
- Golf (2)
- Gimnasia:
  -  Gimnasia artística (14)
  -  Gimnasia rítmica (2)
  -  Gimnasia acrobática (2)
- Levantamiento de pesas (15)
- Hockey sobre hierba (2)
- Judo (14)
- Lucha:
  -  Lucha grecorromana (6)
  -  Lucha libre olímpica (12)
- Piragüismo
  -  Eslalon (4)
  -  Aguas tranquilas (12)
- Pentatlón moderno (2)
- Remo (14)
- Rugby 7 (2)
- Taekwondo (8)
- Tenis (5)
- Tenis de mesa (4)
- Tiro con arco (4)
- Tiro olímpico (15)
- Triatlón (2)
- Vela (10)
- Voleibol
  -  Voleibol (2)
  -  Voleibol de playa (2)

### Participantes
Los 206 Comités Olímpicos Nacionales han clasificado al menos un atleta. Las primeras tres naciones en clasificar a los Juegos fueron Alemania, Reino Unido y Países Bajos; cada uno clasificó cuatro deportistas para la doma clásica por equipos al ganar medalla en ese evento en los Juegos Ecuestres Mundiales de 2014.

Cantidad de deportistas por país.

Como país sede, Brasil recibió entrada automática a diversos deportes, entre los que se incluyen todas las disciplinas de ciclismo y seis lugares en los eventos de Levantamiento de pesas. Asimismo, Kosovo y Sudán del Sur participaron por vez primera en unos Juegos Olímpicos. Los levantadores de peso búlgaros fueron vetados de Río 2016 por numerosas violaciones antidopaje. Por su parte, el Comité Olímpico Internacional (COI) suspendió por segunda vez en cinco años a Kuwait por interferencia gubernamental en el Comité Olímpico nacional. Sus 7 atletas participaron en el equipo de Atletas Olímpicos Independientes (IOA).
| - Afganistán (AFG) (3) - Albania (ALB) (6) - Alemania (GER) (422) - Andorra (AND) (5) - Angola (ANG) (26) - Antigua y Barbuda (ANT) (9) - Arabia Saudita (KSA) (12) - Argelia (ALG) (68) - Argentina (ARG) (213) - Armenia (ARM) (33) - Aruba (ARU) (7) - Atletas Olímpicos Independientes (IOA) (9) - Australia (AUS) (421) - Austria (AUT) (71) - Azerbaiyán (AZE) (56) - Bahamas (BAH) (28) - Bangladés (BAN) (7) - Barbados (BAR) (11) - Baréin (BRN) (35) - Bélgica (BEL) (108) - Belice (BIZ) (3) - Benín (BEN) (6) - Bermudas (BER) (8) - Bielorrusia (BLR) (124) - Birmania (MYA) (7) - Bolivia (BOL) (12) - Bosnia y Herzegovina (BIH) (11) - Botsuana (BOT) (12) - Brasil (BRA) (465) - Brunéi (BRU) (3) - Bulgaria (BUL) (51) - Burkina Faso (BUR) (5) - Burundi (BDI) (9) - Bután (BHU) (2) - Cabo Verde (CPV) (5) - Camboya (CAM) (6) - Camerún (CMR) (24) - Canadá (CAN) (314) - Catar (QAT) (38) - Chad (CHA) (2) - Chile (CHI) (42) - China (CHN) (416) - China Taipéi (TPE) (60) - Chipre (CYP) (16) - Colombia (COL) (147) - Comoras (COM) (4) - Congo, Rep. (CGO) (10) - Congo, Rep. Dem. (COD) (3) - Corea del Norte (PRK) (31) - Corea del Sur (KOR) (204) - Costa de Marfil (CIV) (12) - Costa Rica (CRC) (10) - Croacia (CRO) (87) - Cuba (CUB) (124) - Dinamarca (DEN) (121) - Dominica (DMA) (2) - Ecuador (ECU) (38) - Egipto (EGY) (119) - El Salvador (ESA) (13) - Emiratos Árabes Unidos (UAE) (10) - Equipo Olímpico de Atletas Refugiados (ROT) (10) - Eritrea (ERI) (12) - Eslovaquia (SVK) (51) - Eslovenia (SLO) (60) - España (ESP) (306) - Estados Unidos (USA) (554) - Estonia (EST) (45) - Etiopía (ETH) (35) - Filipinas (PHI) (13) - Finlandia (FIN) (54) - Fiyi (FIJ) (52) - Francia (FRA) (395) - Gabón (GAB) (6) - Gambia (GAM) (4) - Georgia (GEO) (40) - Ghana (GHA) (14) - Granada (GRN) (7) - Grecia (GRE) (95) - Guam (GUM) (5) - Guatemala (GUA) (21) - Guinea (GUI) (5) - Guinea-Bisáu (GBS) (5) - Guinea Ecuatorial (GEQ) (2) - Guyana (GUY) (6) - Haití (HAI) (10) - Honduras (HON) (26) - Hong Kong (HKG) (37) - Hungría (HUN) (160) - India (IND) (117) - Indonesia (INA) (28) - Irak (IRQ) (23) - Irán (IRI) (63) - Irlanda (IRL) (77) - Islandia (ISL) (8) - Islas Caimán (CAY) (5) - Islas Cook (COK) (9) - Islas Marshall (MHL) (5) - Islas Salomón (SOL) (3) - Islas Vírgenes Americanas (ISV) (7) - Islas Vírgenes Británicas (IVB) (4) - Israel (ISR) (47) - Italia (ITA) (314) - Jamaica (JAM) (56) - Japón (JPN) (333) - Jordania (JOR) (8) - Kazajistán (KAZ) (104) - Kenia (KEN) (89) - Kirguistán (KGZ) (19) - Kiribati (KIR) (3) - Kosovo (KOS) (8) - Laos (LAO) (6) - Lesoto (LES) (8) - Letonia (LAT) (34) - Líbano (LIB) (9) - Liberia (LBR) (2) - Libia (LBA) (7) - Liechtenstein (LIE) (3) - Lituania (LTU) (67) - Luxemburgo (LUX) (10) - Madagascar (MAD) (6) - Malasia (MAS) (32) - Malaui (MAW) (5) - Maldivas (MDV) (4) - Malí (MLI) (6) - Malta (MLT) (7) - Marruecos (MAR) (51) - Mauricio (MRI) (12) - Mauritania (MTN) (2) - México (MEX) (124) - Micronesia (FSM) (5) - Moldavia (MDA) (23) - Mónaco (MON) (3) - Mongolia (MGL) (43) - Montenegro (MNE) (34) - Mozambique (MOZ) (6) - Namibia (NAM) (10) - Nauru (NRU) (2) - Nepal (NEP) (7) - Nicaragua (NCA) (5) - Níger (NIG) (6) - Nigeria (NGR) (77) - Noruega (NOR) (62) - Nueva Zelanda (NZL) (199) - Omán (OMA) (4) - Países Bajos (NED) (242) - Pakistán (PAK) (7) - Palaos (PLW) (5) - Palestina (PLE) (6) - Panamá (PAN) (10) - Papúa Nueva Guinea (PNG) (8) - Paraguay (PAR) (11) - Perú (PER) (29) - Polonia (POL) (243) - Portugal (POR) (92) - Puerto Rico (PUR) (40) - Reino Unido (GBR) (366) - República Centroafricana (CAF) (6) - República Checa (CZE) (105) - República Dominicana (DOM) (29) - República de Macedonia (MKD) (6) - Ruanda (RWA) (8) - Rumania (ROU) (97) - Rusia (RUS) (282) - Samoa (SAM) (8) - Samoa Americana (ASA) (4) - San Cristóbal y Nieves (SKN) (7) - San Marino (SMR) (4) - San Vicente y las Granadinas (VIN) (4) - Santa Lucía (LCA) (5) - Santo Tomé y Príncipe (STP) (3) - Senegal (SEN) (22) - Serbia (SRB) (103) - Seychelles (SEY) (10) - Sierra Leona (SLE) (4) - Singapur (SIN) (25) - Siria (SYR) (7) - Somalia (SOM) (2) - Sri Lanka (SRI) (9) - Suazilandia (SWZ) (2) - Sudáfrica (RSA) (137) - Sudán (SUD) (6) - Sudán del Sur (SSD) (3) - Suecia (SWE) (152) - Suiza (SUI) (104) - Surinam (SUR) (6) - Tailandia (THA) (54) - Tanzania (TAN) (7) - Tayikistán (TJK) (7) - Timor Oriental (TLS) (3) - Togo (TOG) (5) - Tonga (TGA) (7) - Trinidad y Tobago (TRI) (32) - Túnez (TUN) (61) - Turkmenistán (TKM) (9) - Turquía (TUR) (103) - Tuvalu (TUV) (1) - Ucrania (UKR) (206) - Uganda (UGA) (21) - Uruguay (URU) (17) - Uzbekistán (UZB) (70) - Vanuatu (VAN) (4) - Venezuela (VEN) (87) - Vietnam (VIE) (23) - Yemen (YEM) (4) - Yibuti (DJI) (7) - Zambia (ZAM) (7) - Zimbabue (ZIM) (31) |

#### Atletas refugiados
Por la crisis migratoria en Europa y otras razones, el COI permitió a algunos atletas competir como independientes y con la bandera olímpica. En los Juegos de Londres 2012, los refugiados no fueron elegibles para competir debido a su incapacidad de representar a sus respectivos Comités Olímpicos. No obstante, el 2 de marzo de 2016, el COI completó los planes para formar un Equipo Olímpico de Atletas Refugiados, compuesto por diez deportistas elegidos entre un total de 43 refugiados.

### Calendario
| A | Apertura |  | Clasificatorias | # | Eventos finales | GE | Gala de exhibición | C | Clausura |

### Clausura

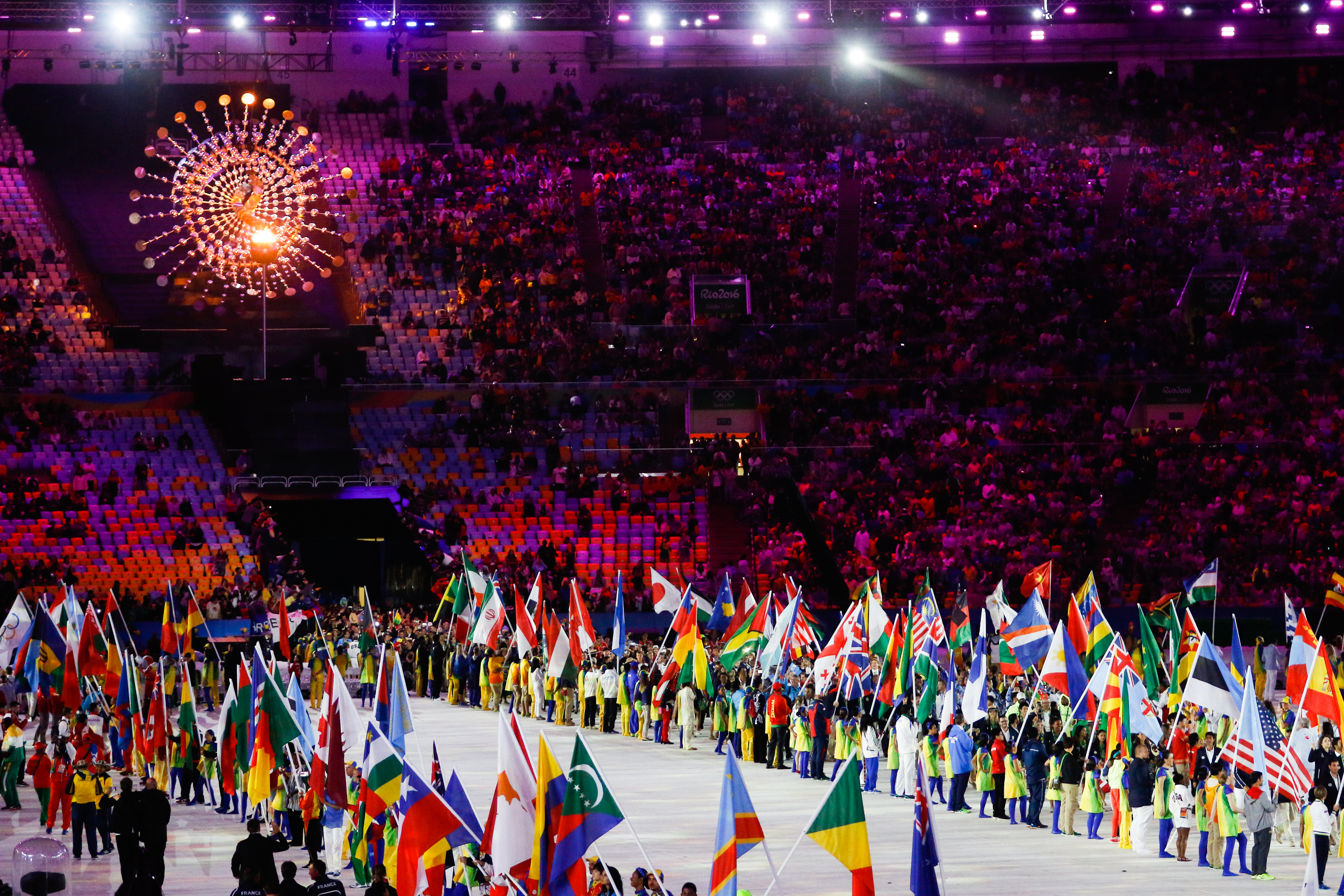
Ceremonia de clausura de los Juegos Olímpicos de Río de Janeiro 2016.

La ceremonia de clausura se llevó a cabo el 21 de agosto en el Estadio Maracaná.

## Multimedallistas y otros destacados
A continuación se mencionan los deportistas que obtuvieron 3 o más medallas de oro en estos juegos:
- Michael Phelps (Estados Unidos), 5 oros y una plata en natación.
- Katie Ledecky (Estados Unidos), 4 oros y una plata en natación.
- Simone Biles (Estados Unidos), 4 oros y un bronce en gimnasia artística.
- Katinka Hosszú (Hungría), 3 oros y una plata en natación.
- Usain Bolt (Jamaica), 3 oros en atletismo.
- Jason Kenny (Reino Unido), 3 oros en ciclismo de pista.
- Danuta Kozák (Hungría), 3 oros en piragüismo.
- Ryan Murphy (Estados Unidos), 3 oros en natación.

También se destaca la selección de fútbol de Brasil, que obtuvo por primera vez la medalla de oro.

## Medallero
País organizador (Brasil)
| Núm. | País                 | Oro | Plata | Bronce | Total |
| ---- | -------------------- | --- | ----- | ------ | ----- |
| 1    | Estados Unidos (USA) | 46  | 37    | 38     | 121   |
| 2    | Reino Unido (GBR)    | 27  | 23    | 17     | 67    |
| 3    | China (CHN)          | 26  | 18    | 26     | 70    |
| 4    | Rusia (RUS)          | 19  | 18    | 19     | 56    |
| 5    | Alemania (GER)       | 17  | 10    | 15     | 42    |
| 6    | Japón (JPN)          | 12  | 8     | 21     | 41    |
| 7    | Francia (FRA)        | 10  | 18    | 14     | 42    |
| 8    | Corea del Sur (KOR)  | 9   | 3     | 9      | 21    |
| 9    | Italia (ITA)         | 8   | 12    | 8      | 28    |
| 10   | Australia (AUS)      | 8   | 11    | 10     | 29    |
| 13   | Brasil (BRA)         | 7   | 6     | 6      | 19    |

## Controversias

### Atrasos en las obras
El 9 de mayo de 2014, el periódico británico London Evening Standard informó que John Coates (vicepresidente del COI) consideraba que la preparación de Brasil para las Olimpiadas estaba siendo «la peor que haya vivido», llegando a decir que los proyectos de construcción e infraestructura estaban severamente retrasados, por lo cual se formó un grupo de trabajo especial para tratar de acelerar los preparativos. Las preocupaciones de Coates habían sido reportadas en otros medios.
En el mismo informe, el London Evening Standard mencionaba que el COI había realizado un «acercamiento informal» para ver si Londres pudiera albergar los juegos en caso de que Río de Janeiro no pudiera hacerlo, citando una fuente anónima que decía:

A estas alturas los organizadores de las Olimpiadas de Atenas 2004 ya tenían listo el 40 % de la infraestructura y los responsables de las Olimpiadas de Londres 2012, el 60 %. Brasil, en tanto, solo lleva completado un 10 %. En este punto, el COI se ha preguntado: ¿Tenemos plan B? Obviamente la solución sería volver a Londres. Es muy poco probable, pero sería lo más lógico.

Esa afirmación fue desmentida por un portavoz del COI, quien afirmó: «no hay ni una pizca de verdad en eso». Río de Janeiro se declaró en estado de «calamidad pública» a mes y medio de los Juegos Olímpicos por no tener dinero para finalizar las obras.
El coste de infraestructura de los Juegos Olímpicos tuvo un sobrecoste del 51 %.

### Preocupación por virus del Zika
Debido al brote de virus del Zika de 2015-2016 en América, 150 expertos de la salud pidieron posponer los Juegos Olímpicos debido a los problemas de salud que podía ocasionar así como para evitar que el virus se expandiese por todo el mundo.

### Desalojos y expropiaciones
La construcción de zonas como la Villa Olímpica y el Parque Olímpico implicó el desalojo y la expropiación de asentamientos irregulares adyacentes. Organizaciones como Viva A Vila Autódromo junto a la Laguna de Jacapareguá resistieron los desalojos y se enfrentaron con la policía para evitar perder sus casas. Algunos de ellos lograron negociar planes de urbanización para sus asentamientos.

### Terrorismo
Los Juegos Olímpicos de Río estuvieron expuestos más que nunca a posibles atentados terroristas. El 25 de julio de 2016 se detuvo a 12 personas sospechosas de planificar un atentado terrorista durante las olimpiadas.

### Inseguridad
La inseguridad ciudadana aumentó en los últimos meses, llegando a alarmar incluso a la policía.

### Insalubridad en las pruebas acuáticas
Las lagunas donde se celebraron las pruebas acuáticas eran insalubres ya que contenían aguas fecales sin depurar, lo que pudo ocasionar infecciones a los deportistas que participasen en estas pruebas.

## Transmisión

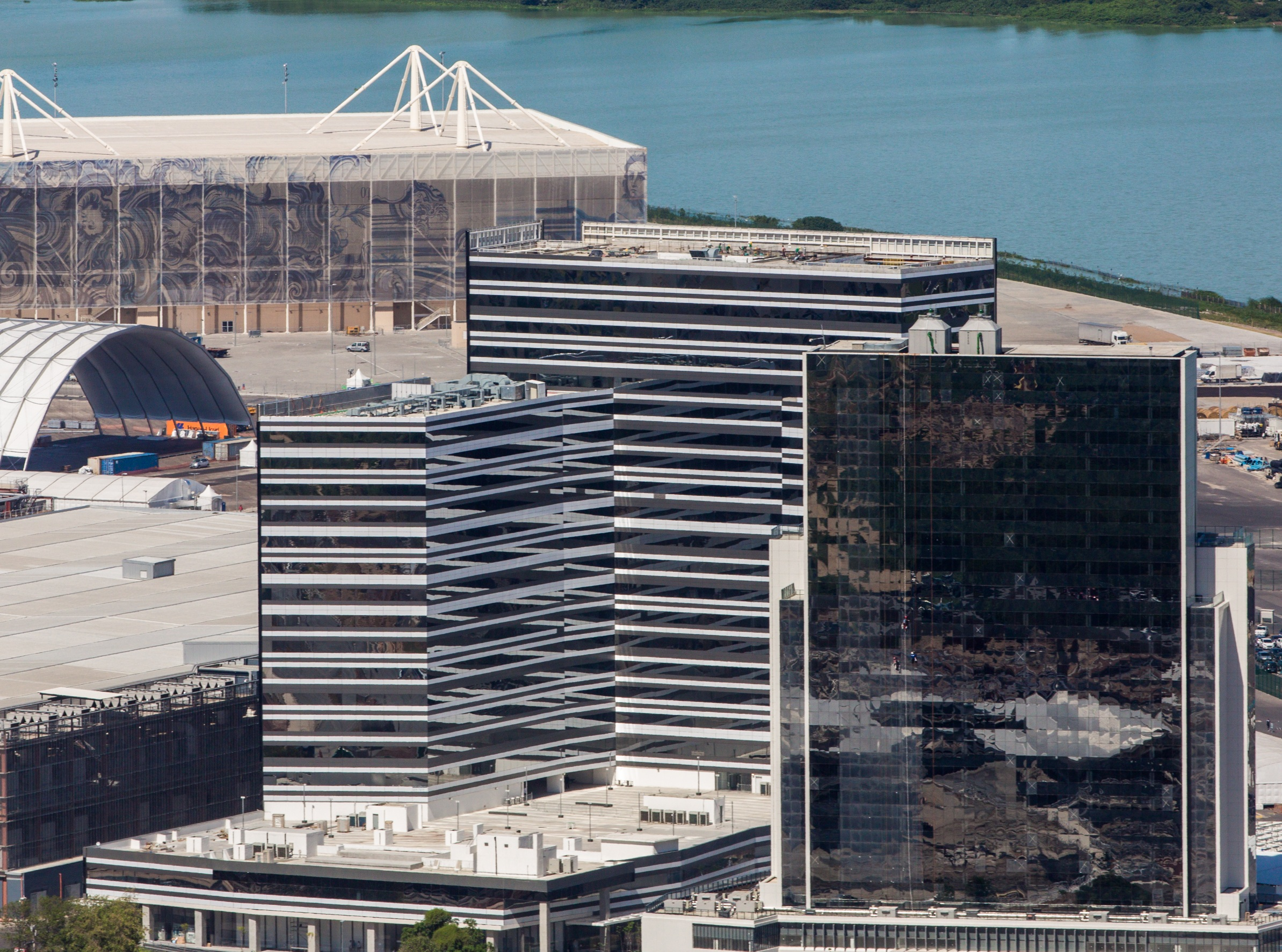
Centro Internacional de Prensa, en el Parque Olímpico de Río de Janeiro

Olympic Broadcasting Services (OBS) fue el transmisor oficial de los juegos. Mediante el uso de 52 unidades móviles, OBS tenía planeado distribuir 40 000 horas de material televisivo y 60 000 horas de material audiovisual digital de los juegos a sus asociados internacionales. El Centro Internacional de Prensa fue construido en la zona de Barra da Tijuca. NHK y OBS planearon filmar fragmentos de los juegos (incluyendo la ceremonia de inauguración) en video de resolución 8K. Además, se planeó originar hasta 85 horas de contenido de video en formatos de realidad virtual de 360°. Se pretendía que este contenido estuviera disponible solamente en los dispositivos Samsung Gear VR. En Estados Unidos, NBC planeaba ofrecer contenido 4K, adaptado del formato 8K y con el apoyo de HDR y Dolby Atmos a televisoras participantes. Debido a su experiencia en transmisiones de golf y rugby, NBC y Sky New Zealand manejarían la producción en los eventos de golf y rugby 7.
En agosto de 2009, el COI llegó a un acuerdo para vender derechos nacionales de transmisión de los juegos al grupo Globo. Reemplazando a Rede Record, el trato cubría cobertura en televisión abierta a través de Globo, TV por suscripción y transmisiones digitales. A la vez, Globo sublicenció derechos parciales de cobertura en televisión abierta a Rede Record y Bandeirantes. Richard Carrión, miembro de la junta directiva del COI, describió el acuerdo como "sin precedentes", argumentando que "al trabajar con las organizaciones mediáticas líderes de Brasil, confiamos que esto representa un gran trato para aficionados olímpicos en la región. Habrá un gran incremento en la cantidad de acción olímpica transmitida, tanto dentro como fuera del tiempo de los juegos, y los brasileños tendrán más elección de cómo, cuándo y dónde seguirán sus Juegos Olímpicos".